# Peter Lambert (kweker)

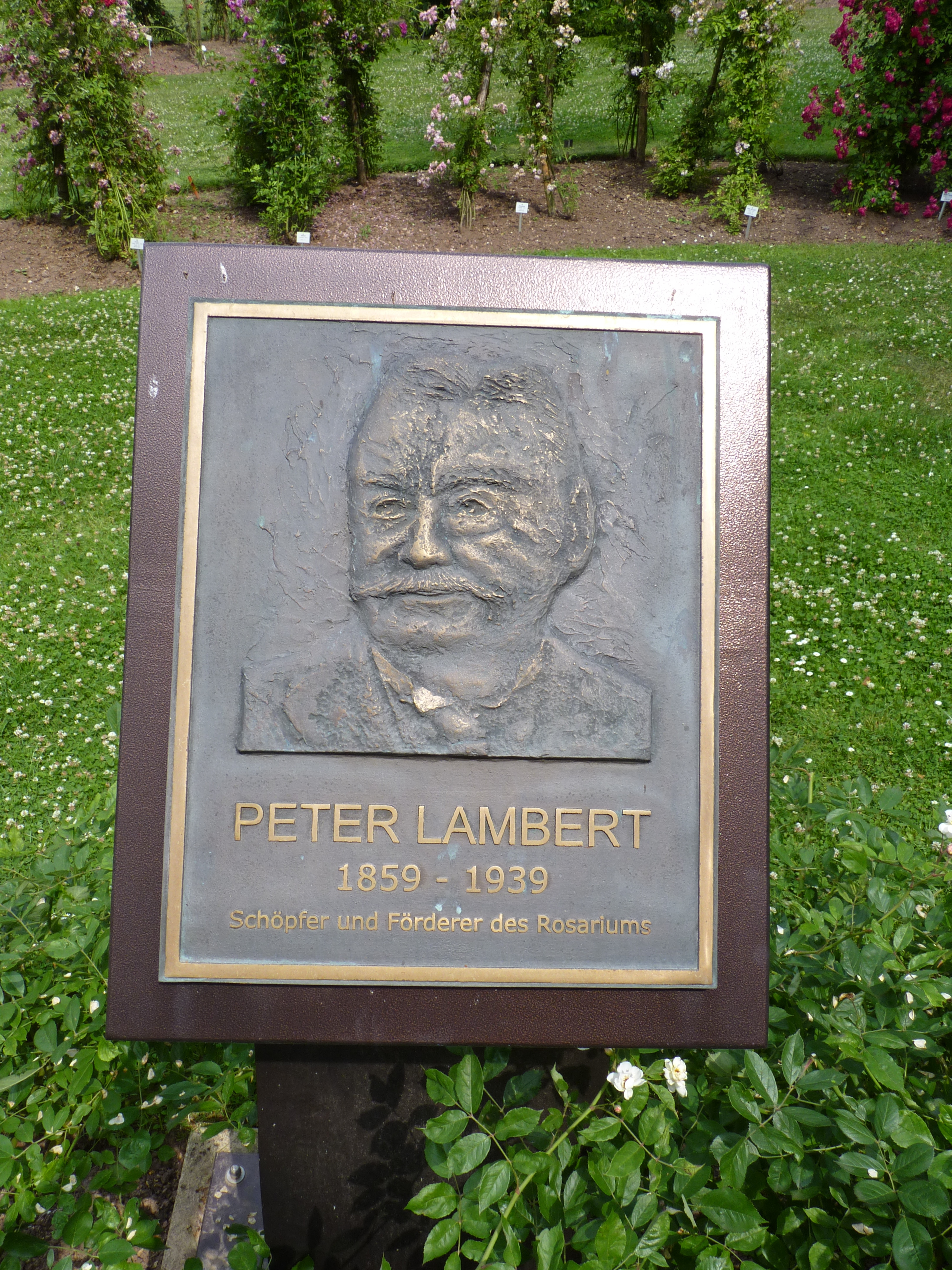
Bronzen plaquette van Peter Lambert in Rosarium Sangerhausen

Peter Lambert (Trier, 1 juni 1859 – aldaar, 28 februari 1939) was een Duitse rozenkweker.

## Leven
Peter Lambert werd in Trier als zoon van een familie van rozen- en boomkwekers geboren. Zijn leertijd bracht hij door in het familiebedrijf Lambert & Reiter in Trier, waar toen nog hoofdzakelijk rozen van Franse veredelaars werden geteeld. Daarna bezocht hij de Höhere Gärtnerlehranstalt bij Potsdam met praktijkjaren, speciaal op het gebied van de rozenteelt, in Frankrijk en Engeland. Na de afsluiting van zijn opleiding ging hij terug naar Trier, waar hij zich in het familiebedrijf met het veredelen van rozen ging bezighouden.
Zijn eerste rozenhybriden waren  'Moselblümchen' en 'Rheingold' die door het familiebedrijf omstreeks 1889 geïntroduceerd werden. In 1891 volgde de roomwit gekleurde theehybride 'Kaiserin Auguste Victoria', die meteen een succes werd, ook internationaal. Ze is vernoemd naar Augusta Victoria van Sleeswijk-Holstein-Sonderburg-Augustenburg, de echtgenote van de Duitse keizer Wilhelm II.
In 1891 richtte hij in het voormalige klooster St. Marien in Trier zijn eigen bedrijf op, waar hij samen met zijn broer Nikolaus (1861–1941) rozen kweekte. Op het hoogtepunt had het bedrijf meer dan zeventig man personeel in dienst. 
In 1899 trouwde hij met Leonie Lamesch, dochter van de bekende Luxemburgse rozenkweker Jean-Baptiste Lamesch. Via zijn schoonvader kreeg hij goede contacten met Luxemburgse kwekers zoals Soupert & Notting, Gemen & Bourg en Ketten Frères, die zijn rozen eveneens (in licentie) produceerden en vermarktten. Kort voor de bruiloft noemde Lambert een nieuw gekweekte roos naar zijn toekomstige bruid.
Voor zijn kruisingsexperimenten gebruikte hij vanaf 1895 de door de Elzasser hobbyteler J. B. Schmitt gekweekte rozen 'Aglaia', 'Thalia' en 'Euphrosyne', genoemd naar de drie Gratiën. In 1903 lukte het hem met de roos 'Thalia Remontant' een remonterende (doorbloeiende) multiflora-hybride te kweken, iets wat tot dan toe nog niemand was gelukt. In 1904 volgde de eveneens remonterende roos 'Trier', genoemd naar zijn woonplaats en geboortestad, die van 'Aglaia' afstamde. 'Trier' is een winterharde ramblerroos met lichtgele, in trossen bloeiende bloemen die een lichte muskusachtige geur verspreiden. Bij een latere chromosoomanalyse bleek, dat 'Trier' geen hybride is, maar een zaailing van 'Aglaia' die door zelfbestuiving is ontstaan. 'Aglaia' wederom is een kruising tussen de veelbloemige roos (Rosa multiflora) en de Noisette-roos 'Reve d'Or'. Lambert gebruikte de roos 'Trier' voor een reeks nieuwe kruisingen, waarbij onder andere de rozen 'Geheimrat Dr. Mittweg', 'Heine', 'Schiller', 'Fritz Reuter', 'Lessing' en 'Körner' ontstonden. Omdat Lamberts multiflora-hybriden sterk afweken van andere multiflora-hybriden werden ze inofficieel Lambertiana-rozen genoemd.
Niet alleen Lambert maar ook andere kwekers gebruikten de roos 'Trier' voor nieuwe kruisingen. Bijvoorbeeld Joseph Pemberton ('Clytemnestra', 'Danae', 'Daybreak', 'Felicia', 'Joan', 'Moonlight', 'Pax') en Louis Lens ('Sourire Rose', 'Twins', 'Yellow Light', 'Feeling', 'Plaisanterie', 'Apricot Bells', 'Souvenir de Rose-Marie', 'Patricia Beucher'). Vanwege hun muskusachtige geur noemde Pemberton zijn kruisingen muskushybriden (Engels: Hybrid Musk) en deze naam werd in 1918 door de The National Rose Society in Londen officieel bevestigd.
Peter Lambert was lid van de vereniging Verein Deutscher Rosenfreunde en redacteur van het verenigingsblad Rosen-Zeitung. Vanaf 1891 was hij de directeur. Tevens was hij jurylid bij rozenwedstrijden waaronder in Sint-Petersburg, Parijs, Haarlem, Londen, Lyon en Florence. In 1898 maakte Lambert zich sterk voor de oprichting van een verenigingsrosarium waar bestaande en jaarlijks nieuw uitgebrachte rozenexemplaren konden worden verzameld. Dit bewerkte dat er in 1903 in Sangerhausen een rosarium werd aangelegd, waarbij hij actief betrokken was. Veel rozentelers hebben bij hem stage gelopen, waaronder Johannes Felberg-Leclerc, Wilhelm Hinner, Dines Poulsen, Mathias Tantau en de Nederlanders Mathias Leenders en Simon Doorenbos. Lamberts catalogi uit de jaren 1914-1931 vormen een waardevolle bron van informatie over de rozenteelt omstreeks deze tijd.
Zijn rozenverzameling binnen de muren van het voormalige benedictijnenklooster St. Marien in Trier is bij luchtaanvallen tijdens de Tweede Wereldoorlog vernietigd. In 1958 is er in het Nells Park in Trier ter ere van Peter Lambert een rozentuin aangelegd.

## Rozen van Peter Lambert (selectie)

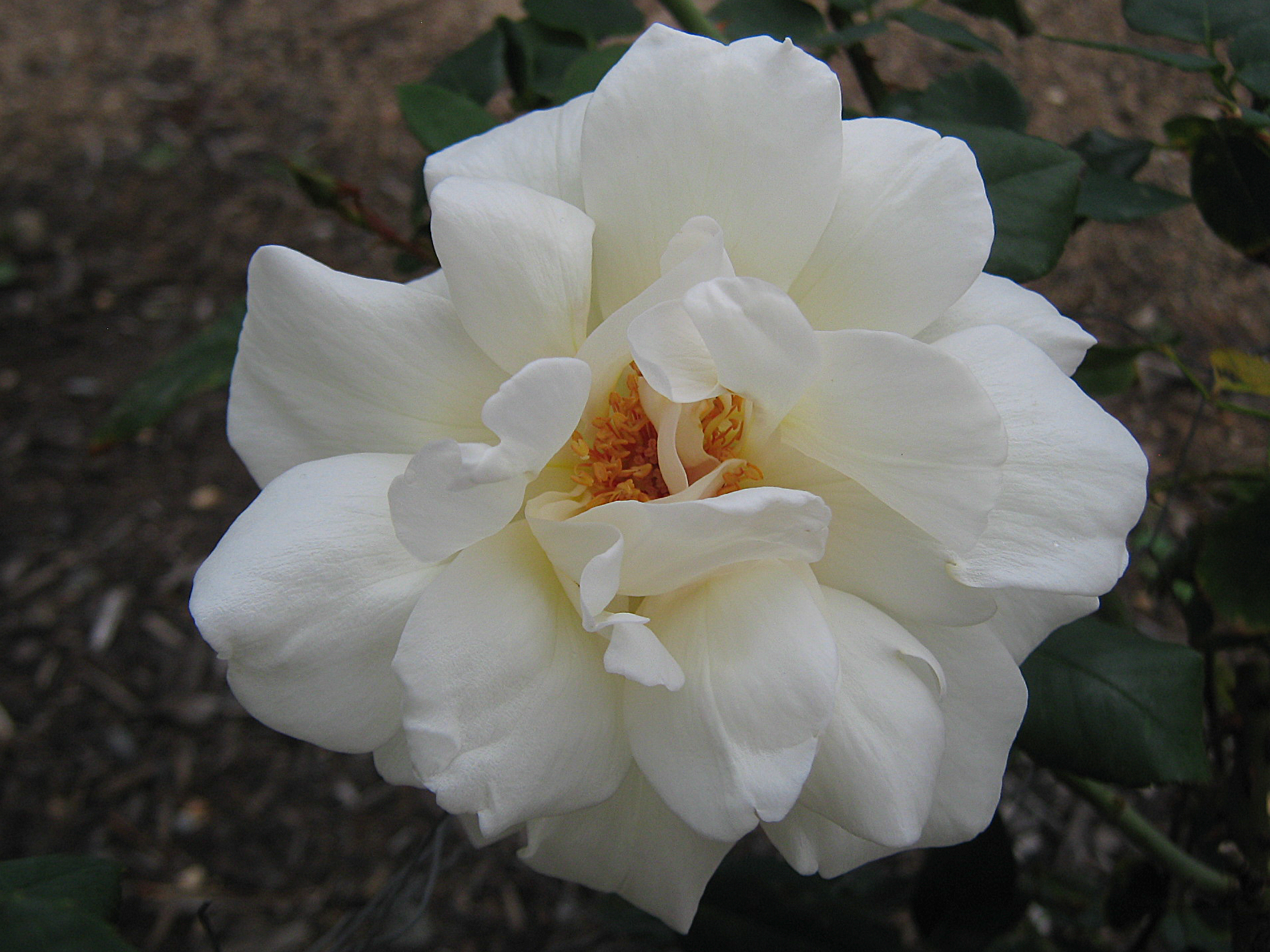
Kaiserin Auguste Viktoria, 1891
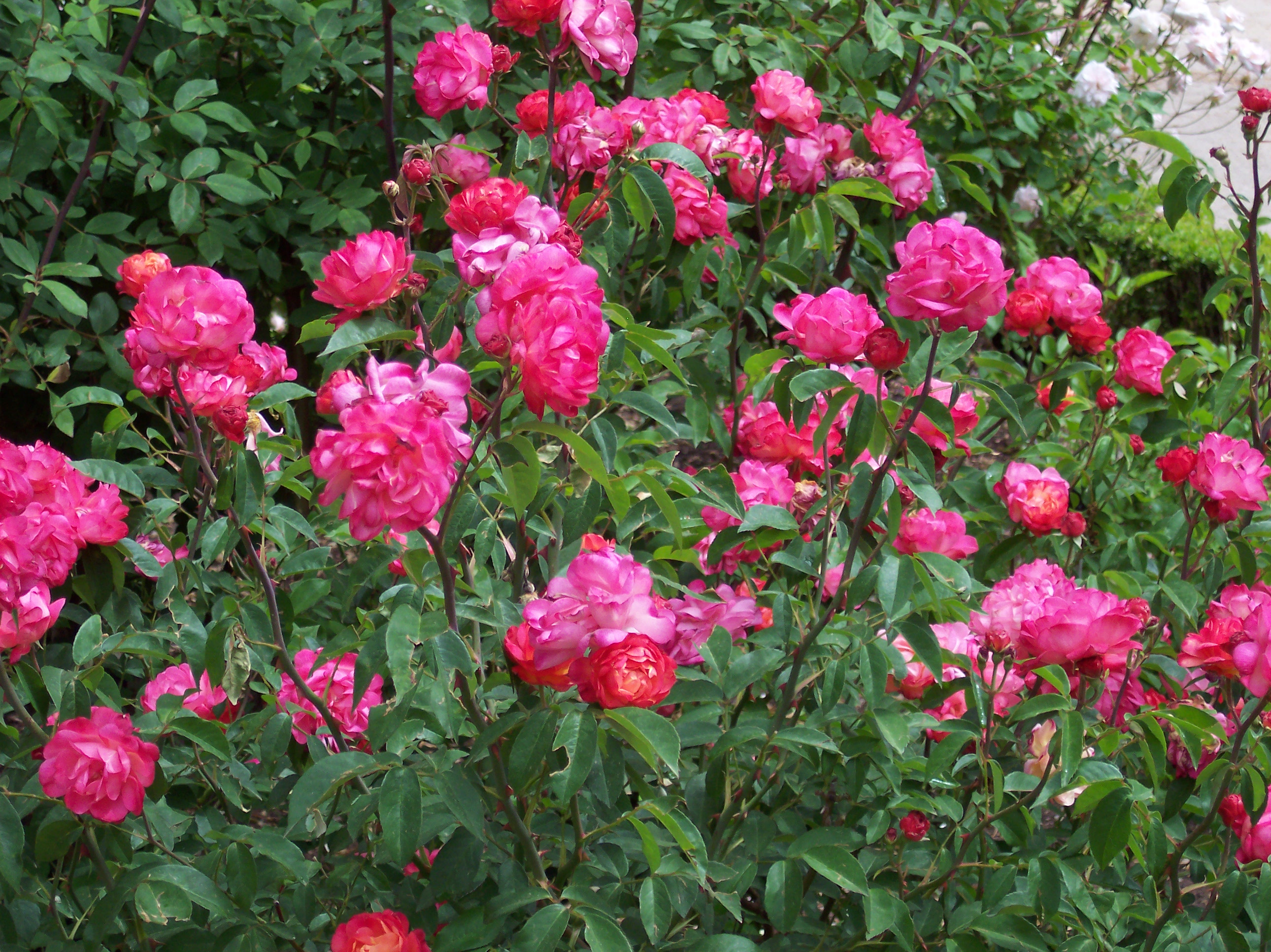
Leonie Lamesch, 1899
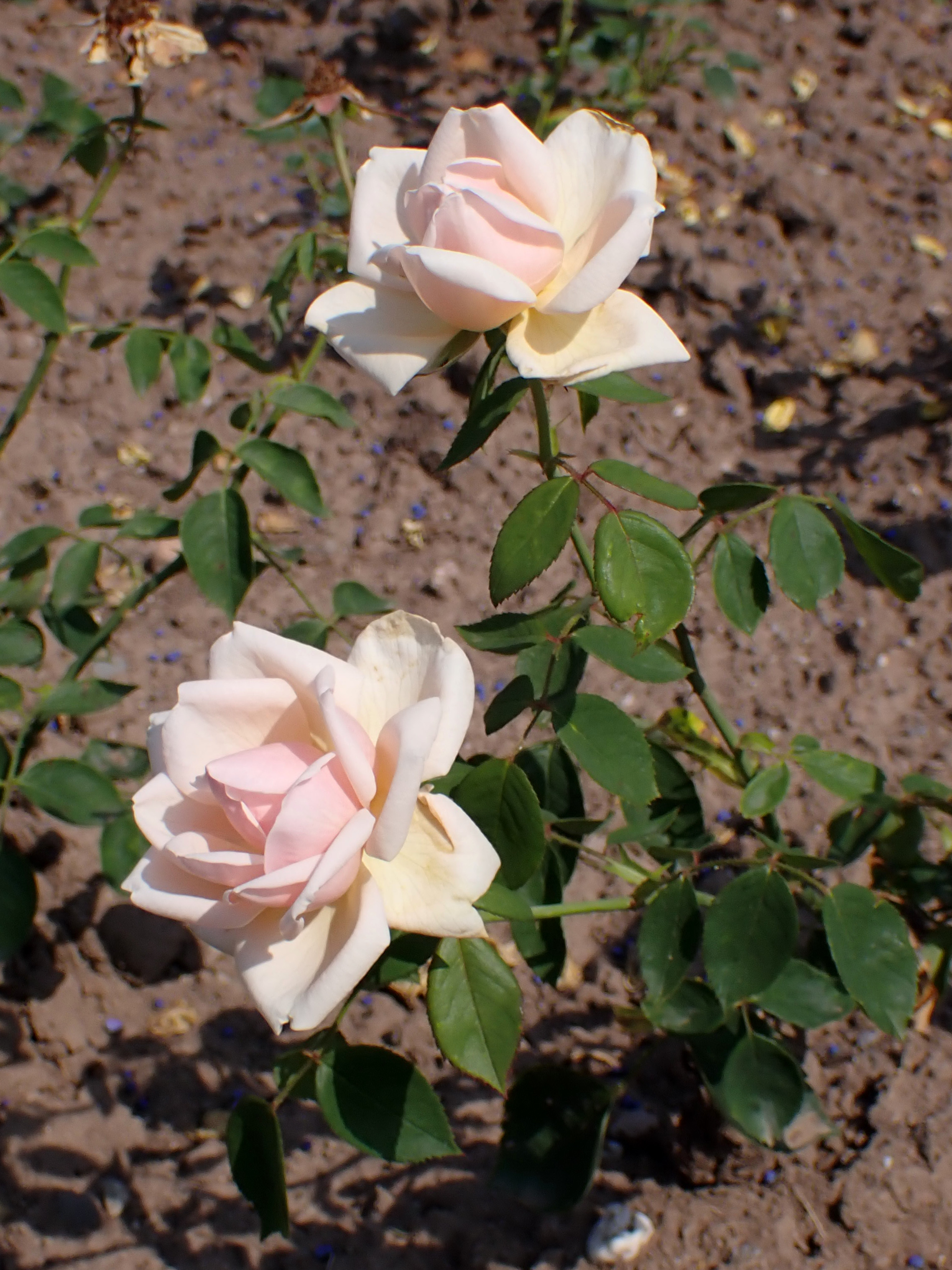
Hofgartendirektor Graebener, 1899
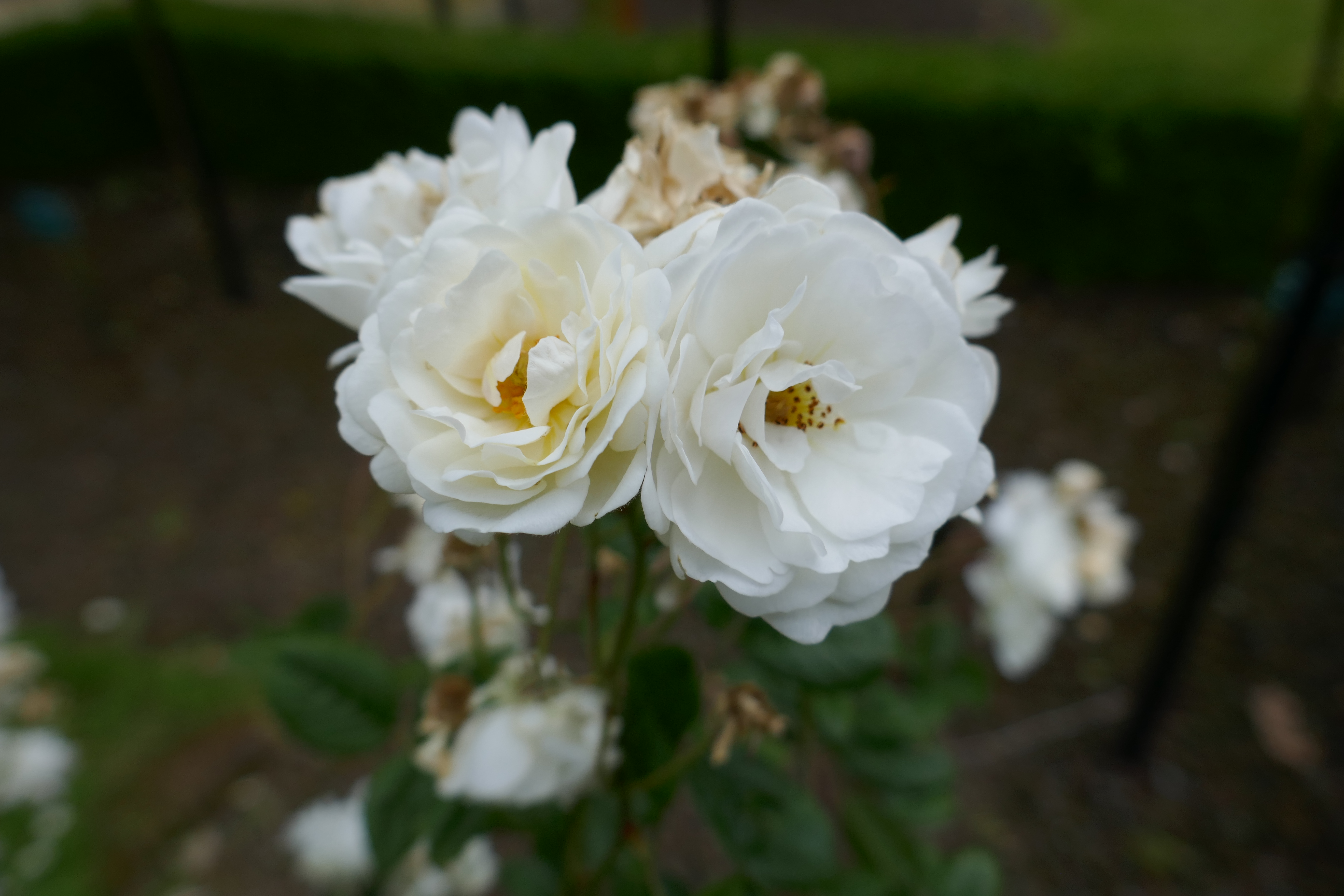
'Katharina Zeimet', voor 1901
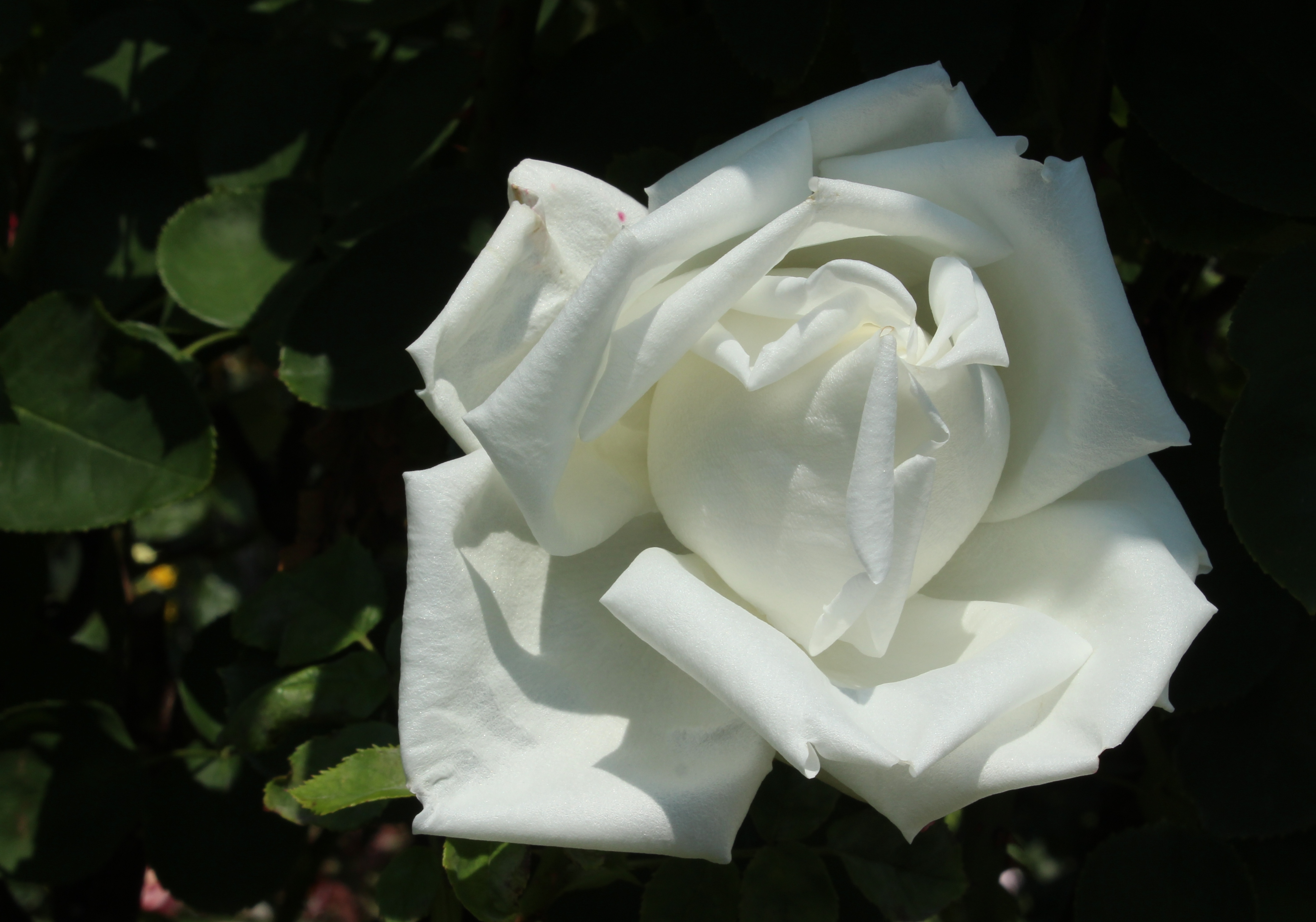
Frau Karl Druschki, 1901
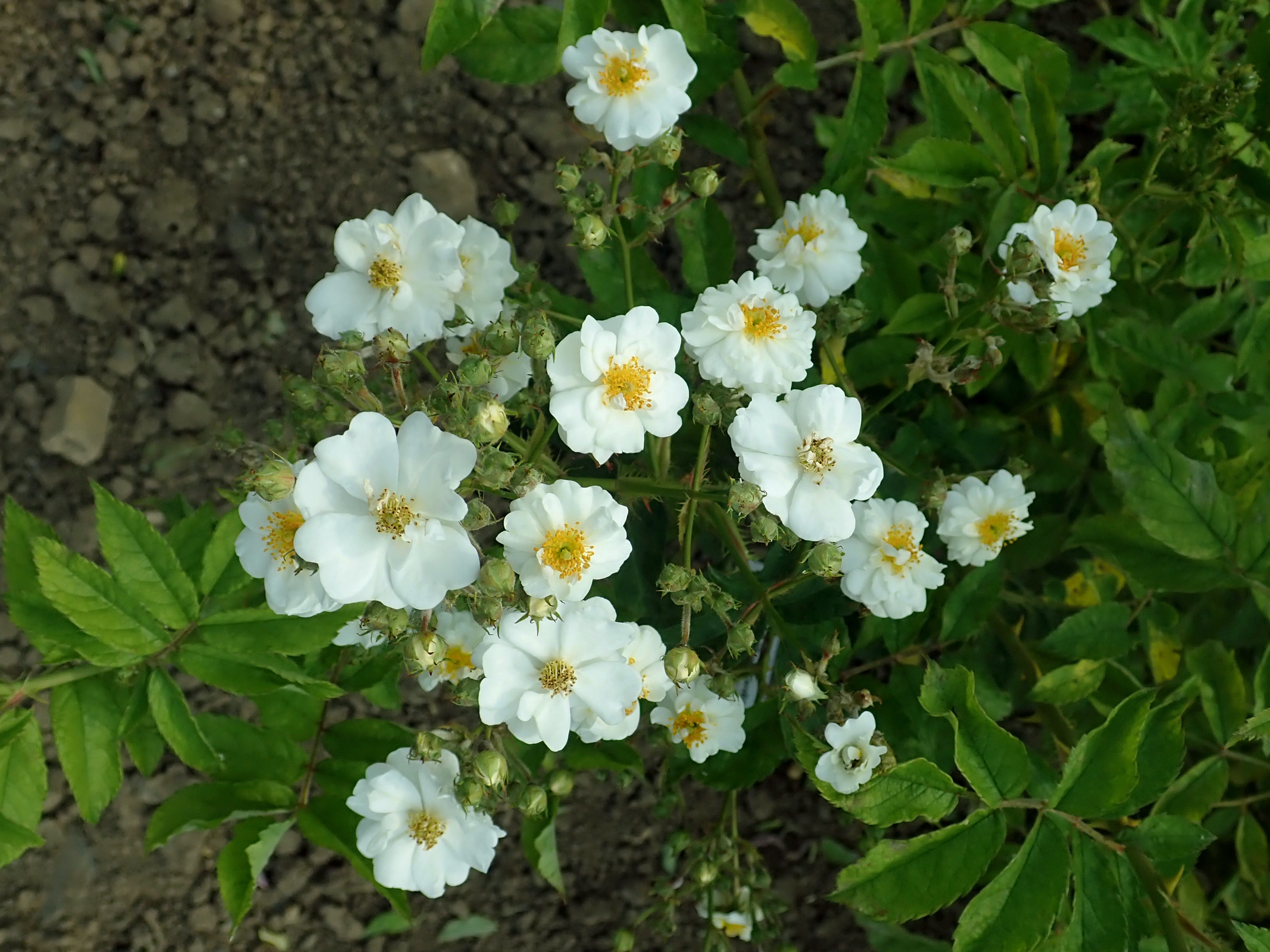
Thalia Remontant, 1901
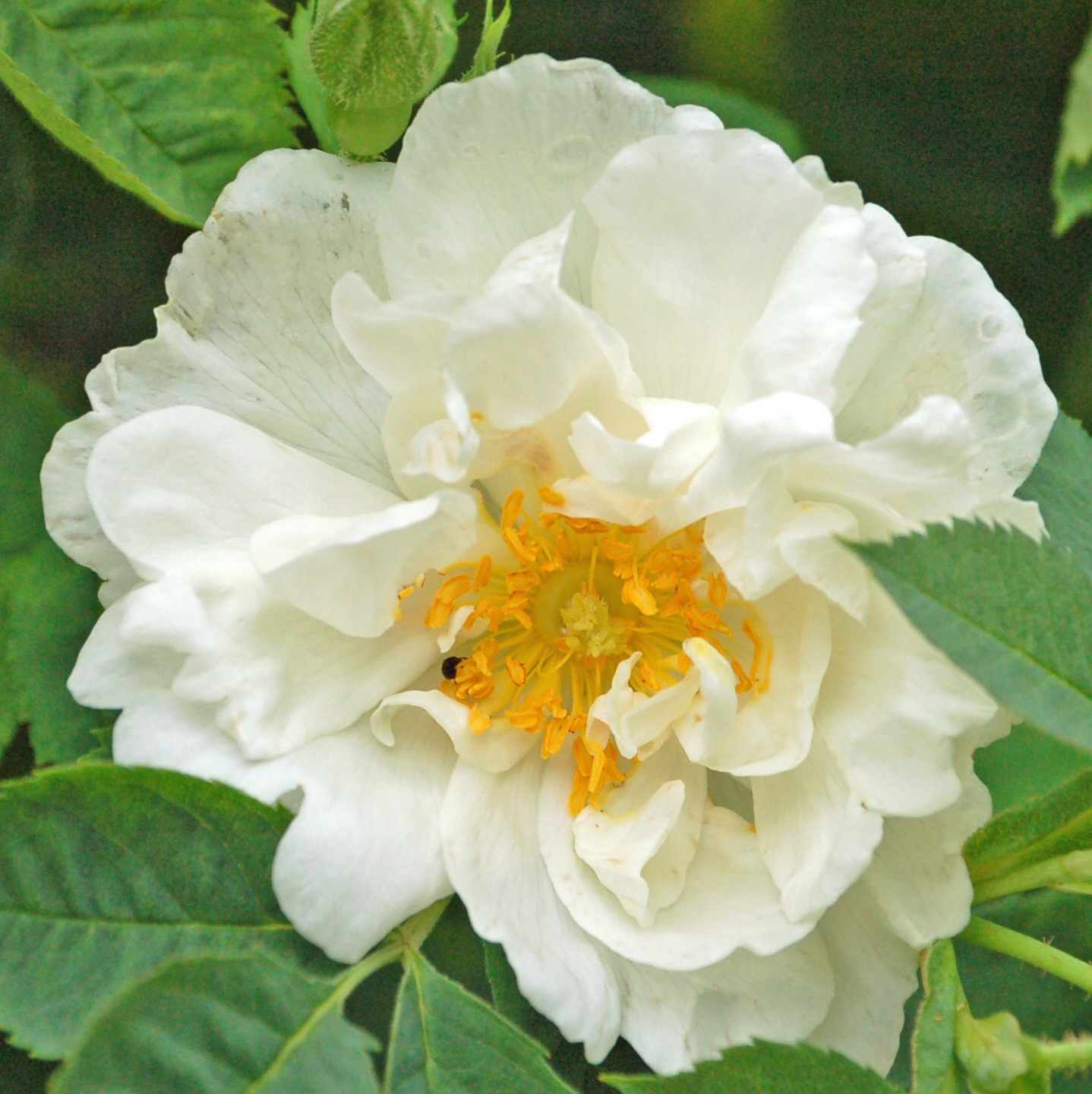
Gruß an Zabern, 1903
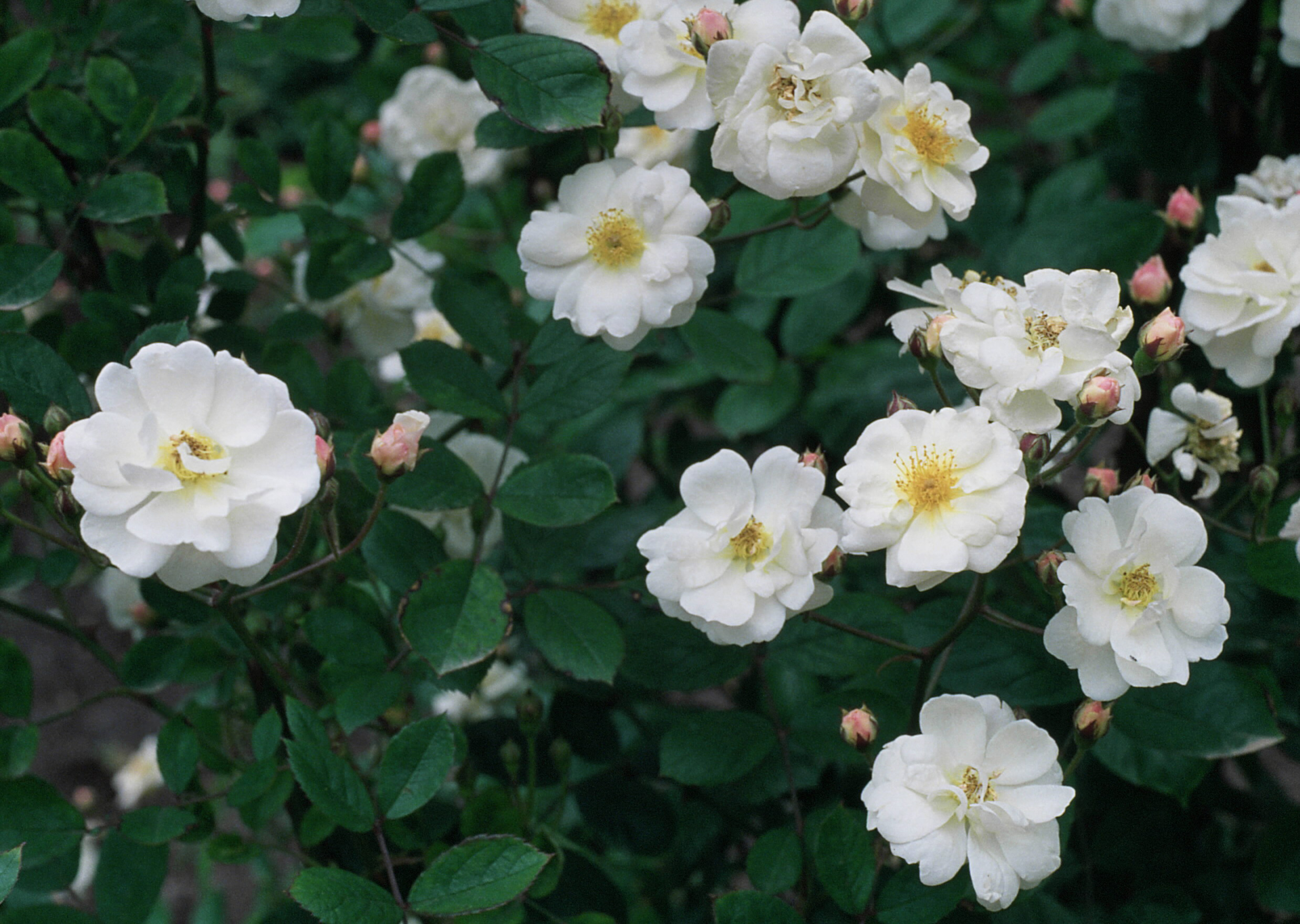
Trier, 1904
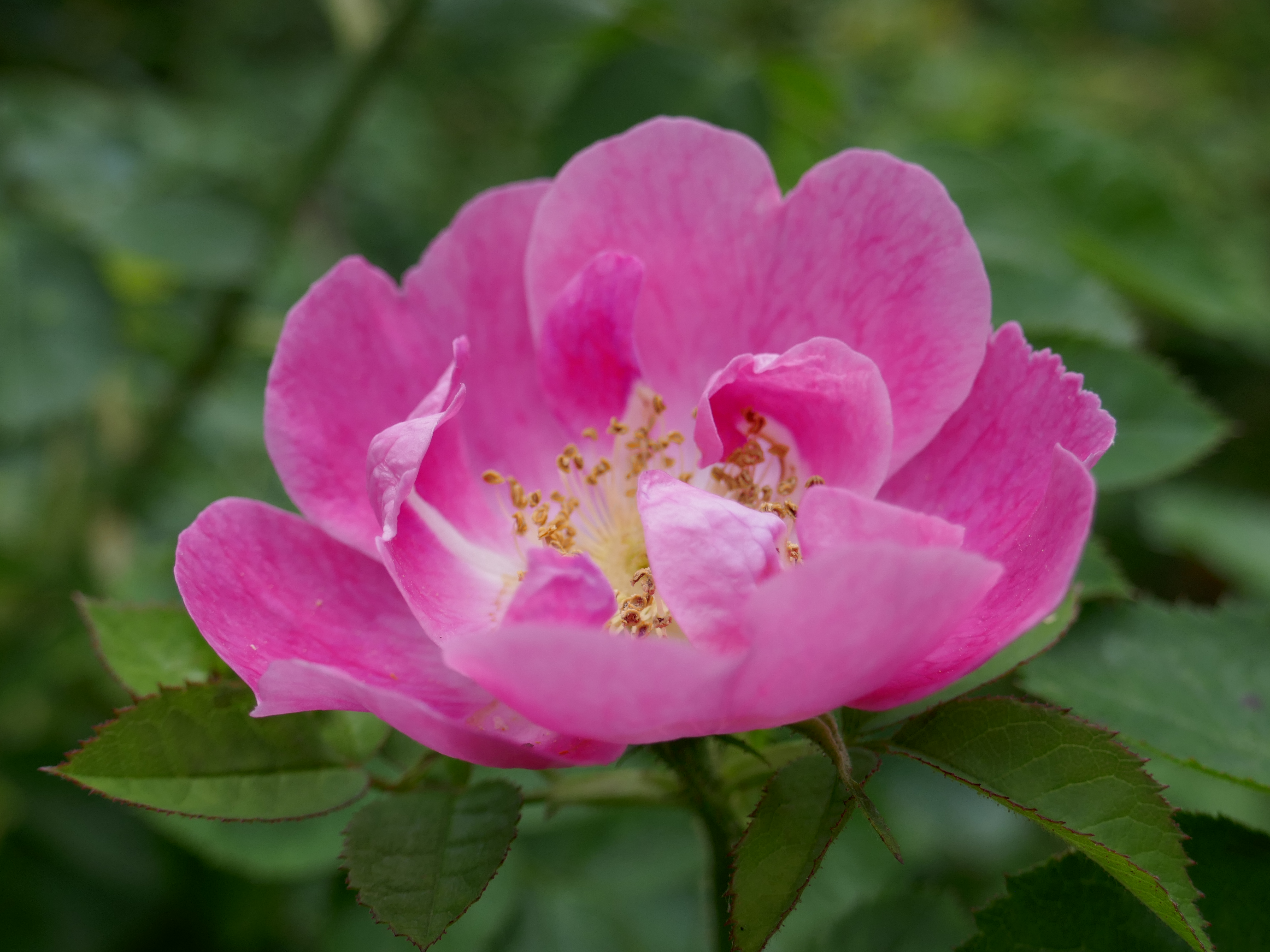
Unermüdliche, 1904
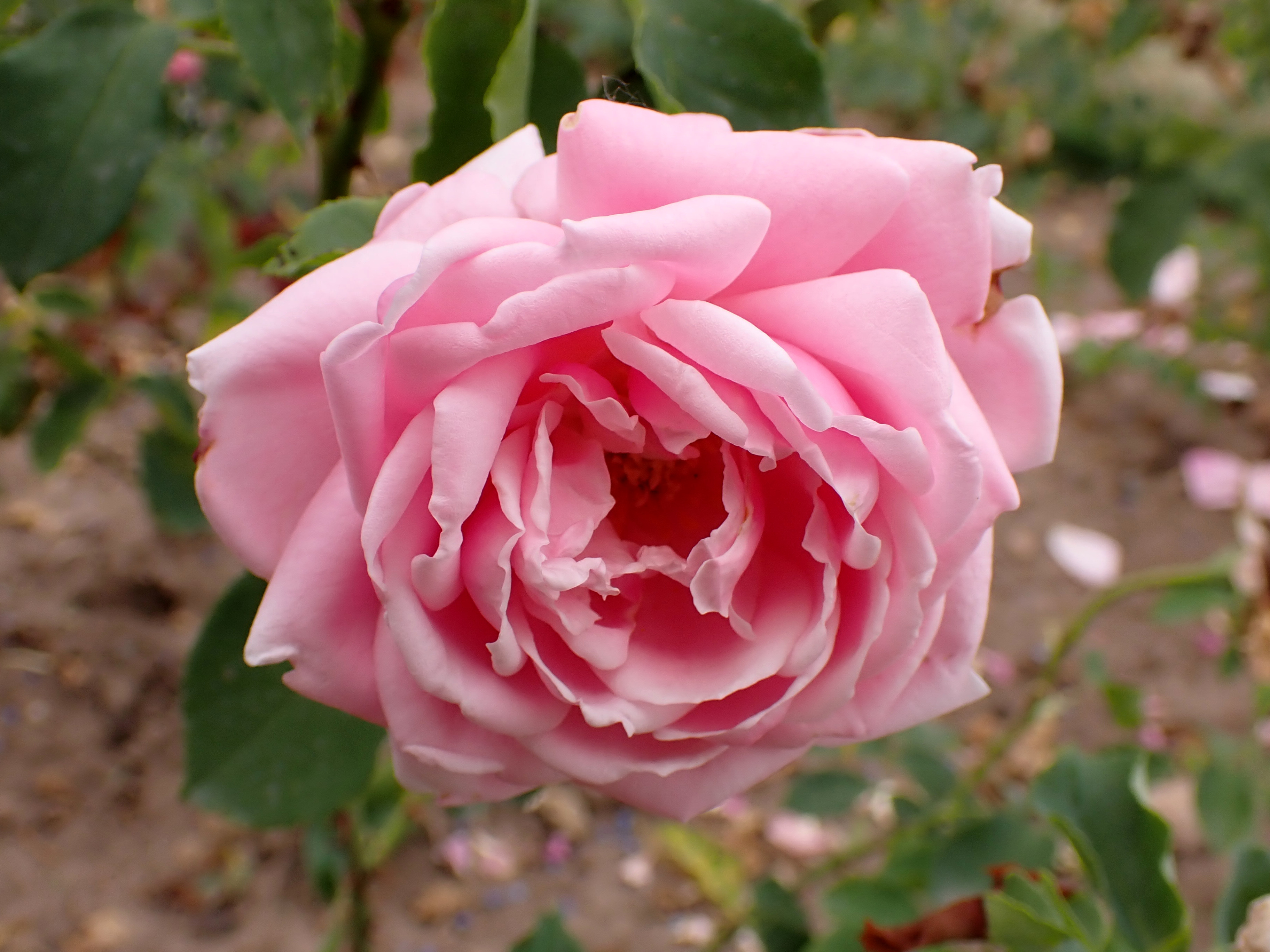
Graf Fritz von Hochberg, 1905
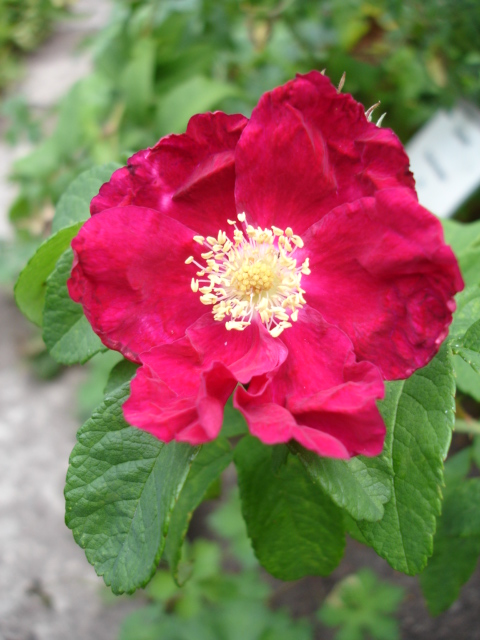
Carmen, 1906
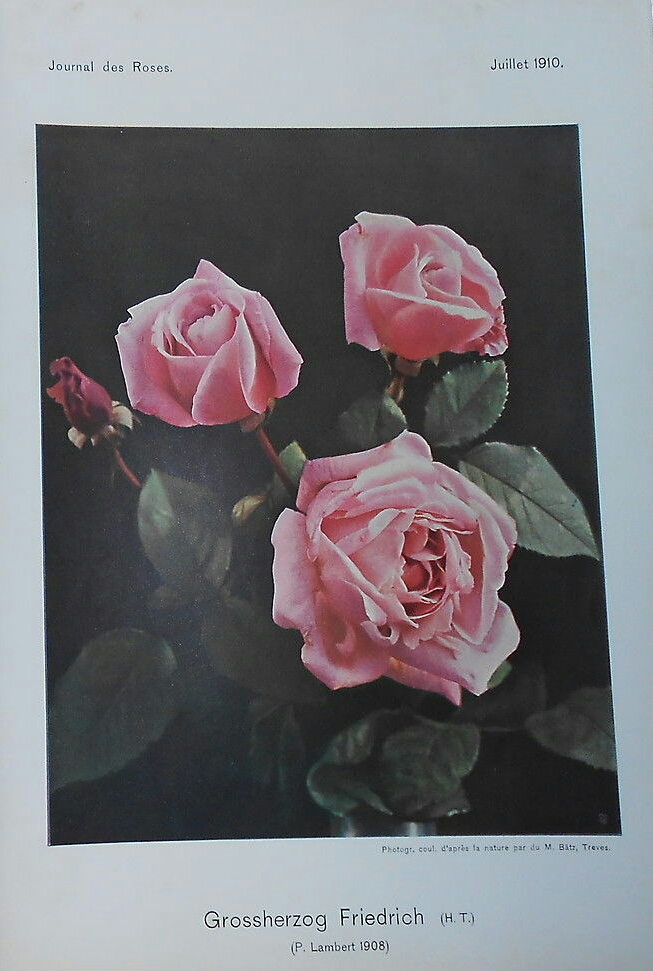
Großherzog Friedrich von Baden, 1908
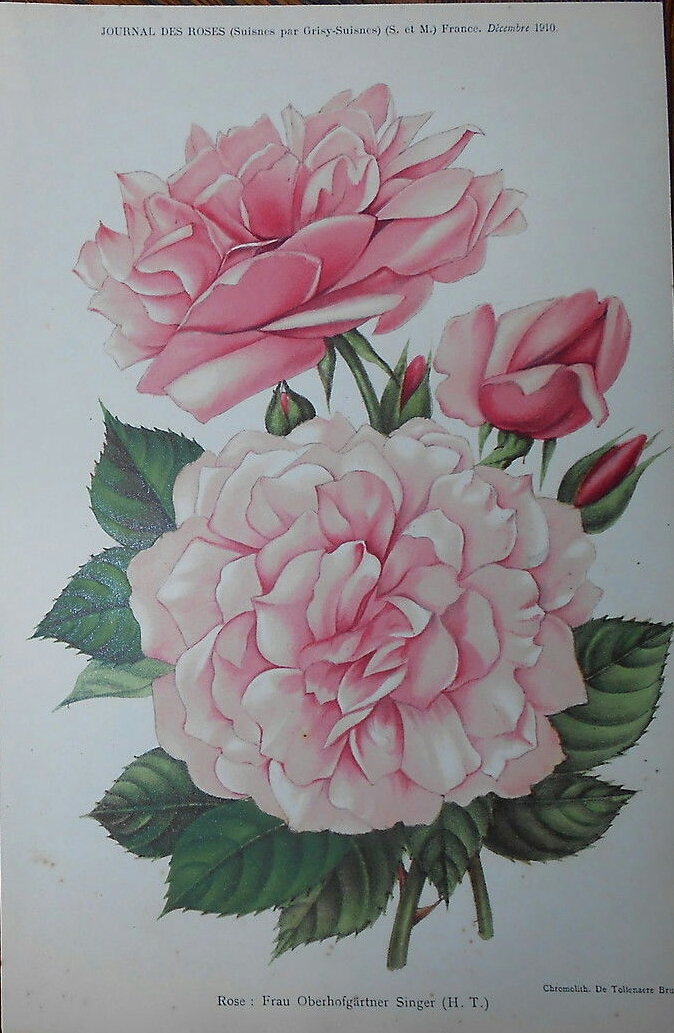
Frau Oberhofgärtner Singer, 1908
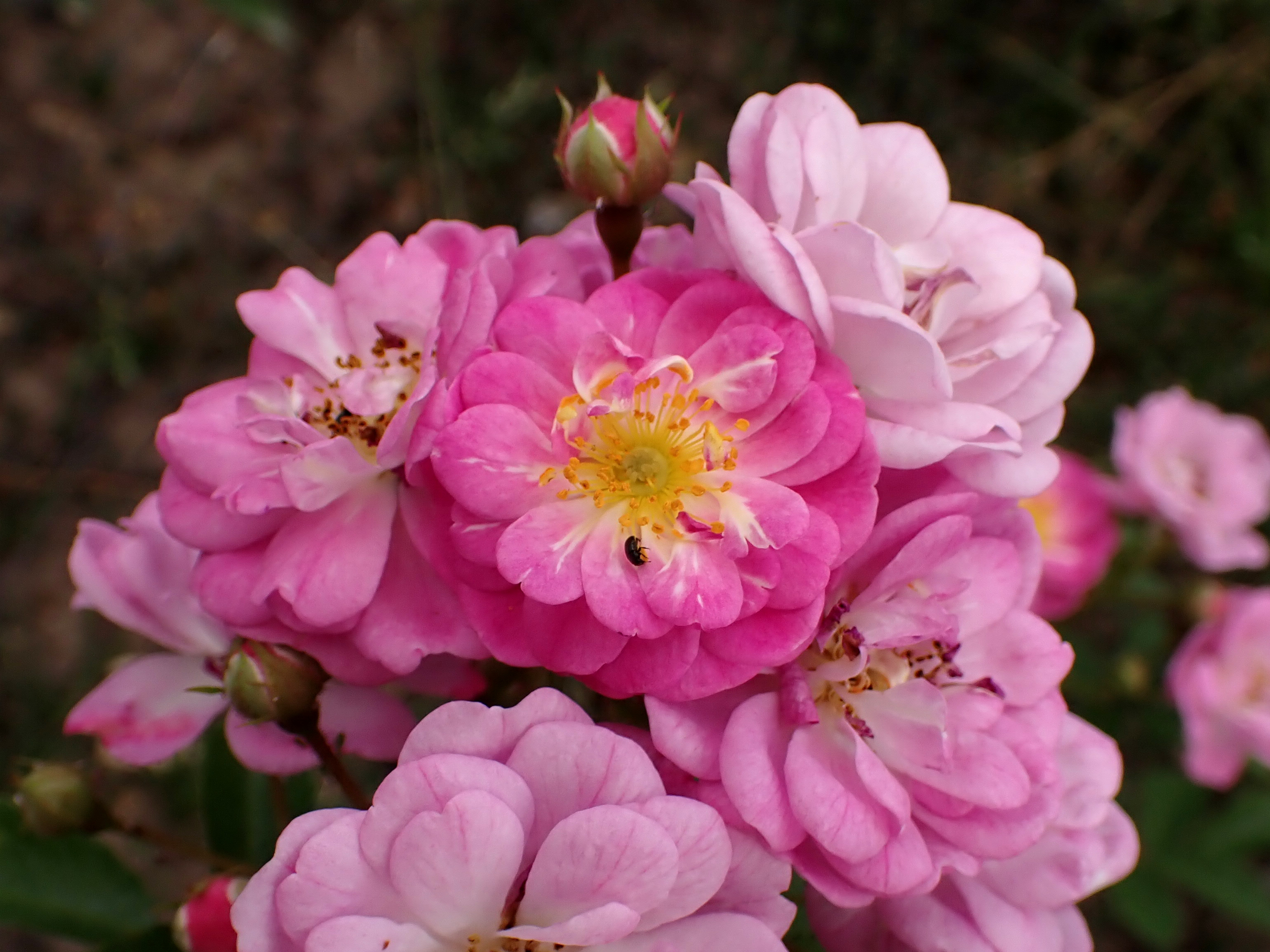
Frau Oberhofgärtner Schulze, 1909
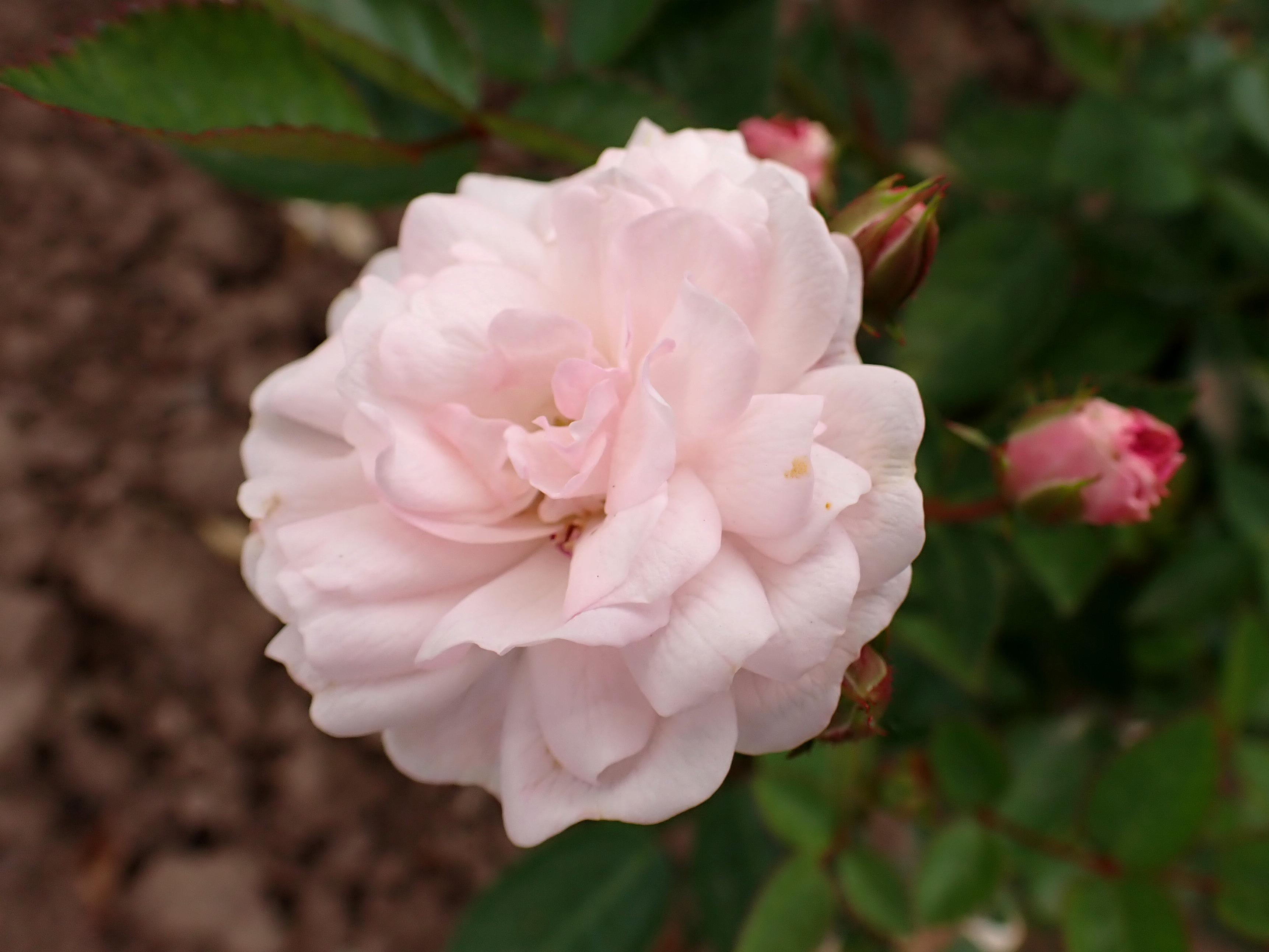
Frau Alexander Weiss, 1909
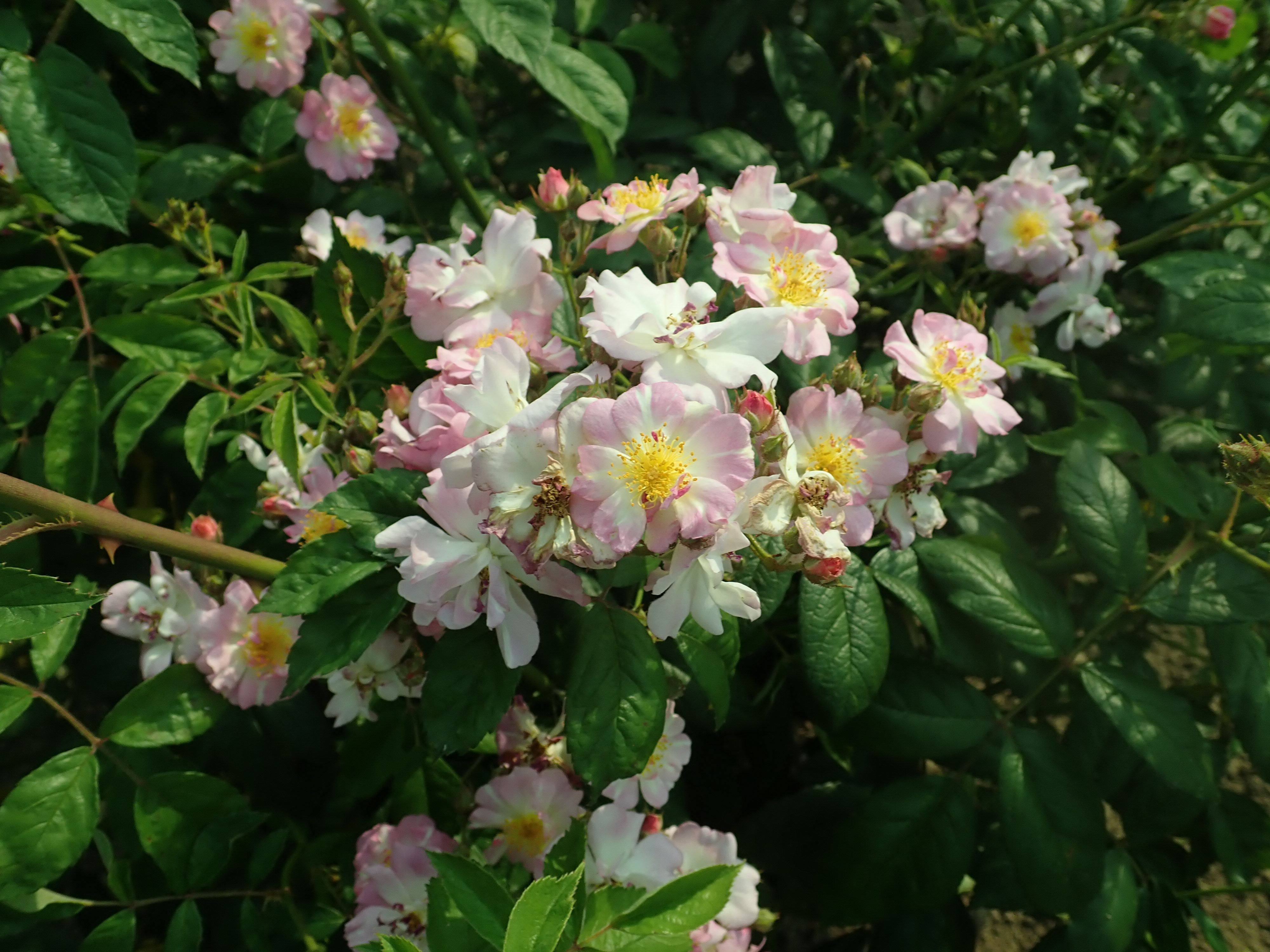
Adrian Reverchon, 1909
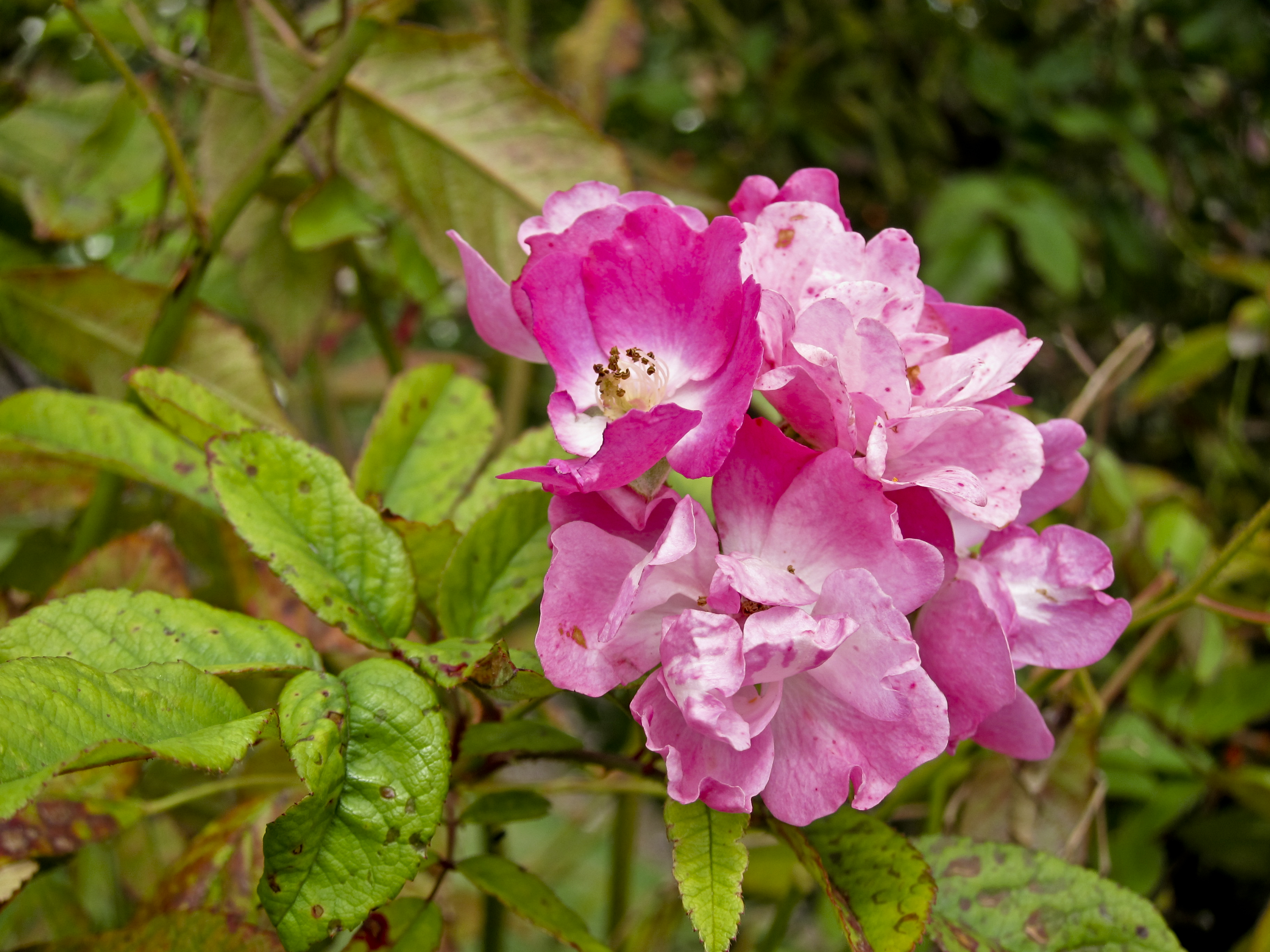
Excellenz von Schubert, 1909
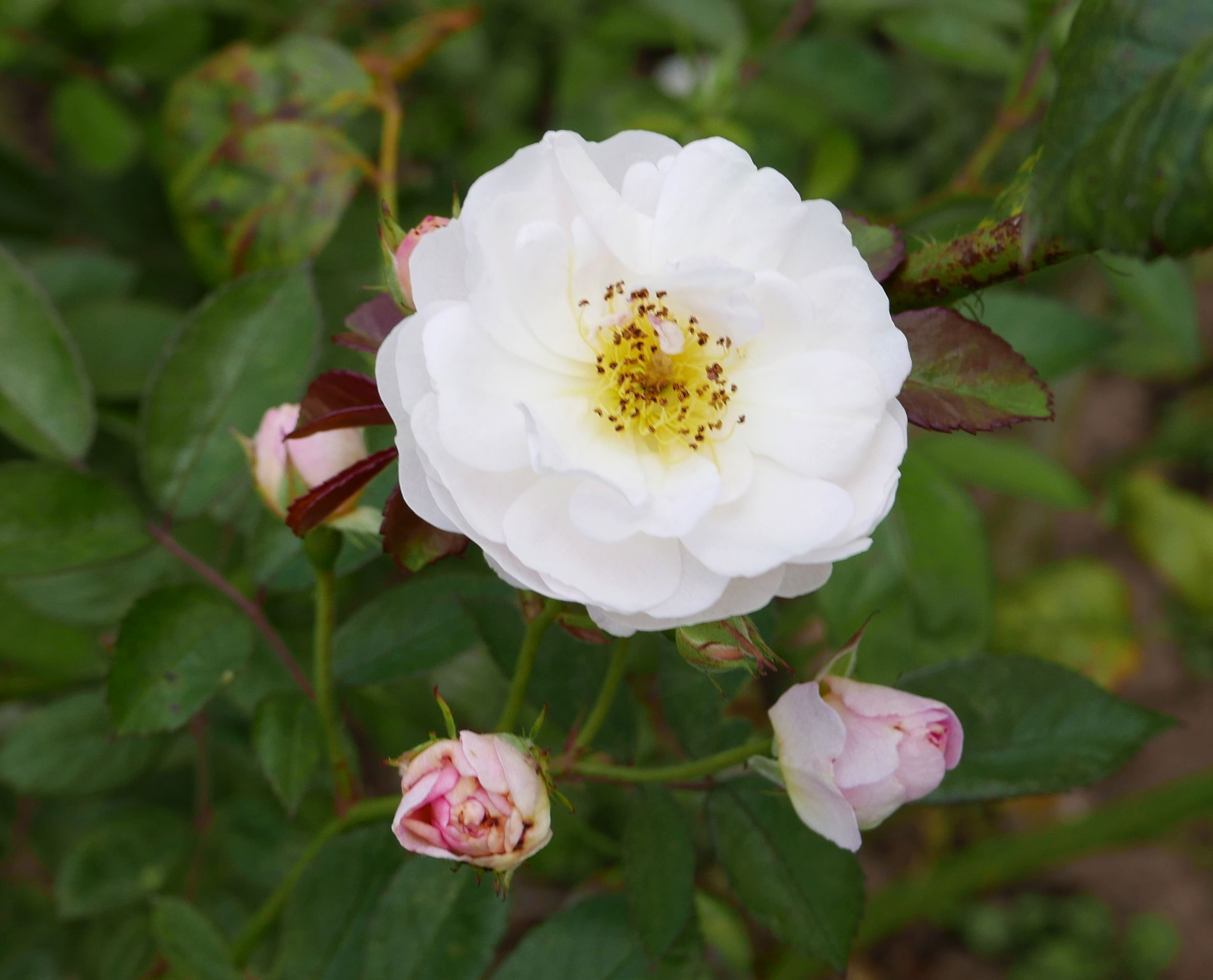
Kommerzienrat W. Rautenstrauch, 1909
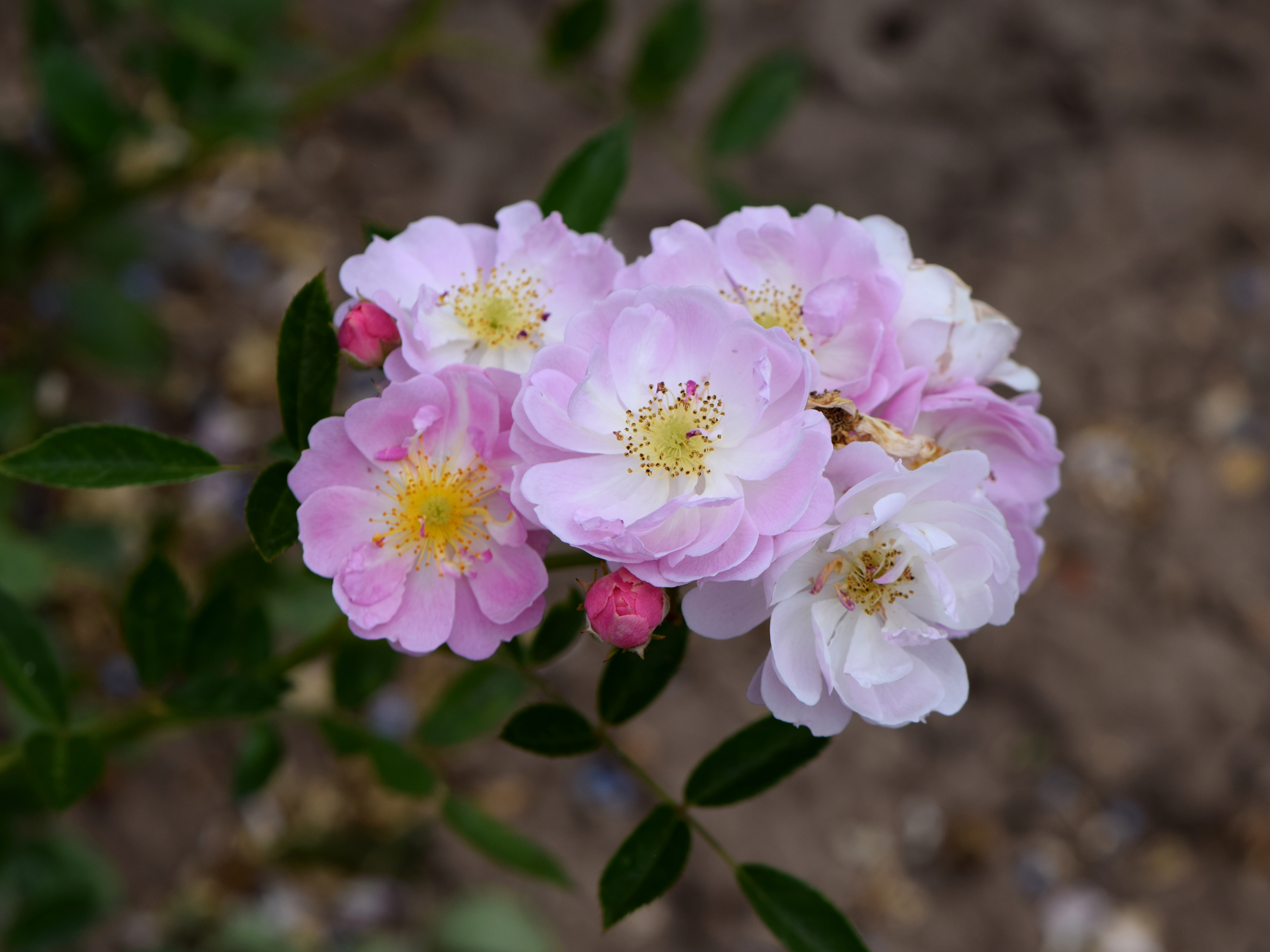
Geheimrat Dr. Mittweg, 1909
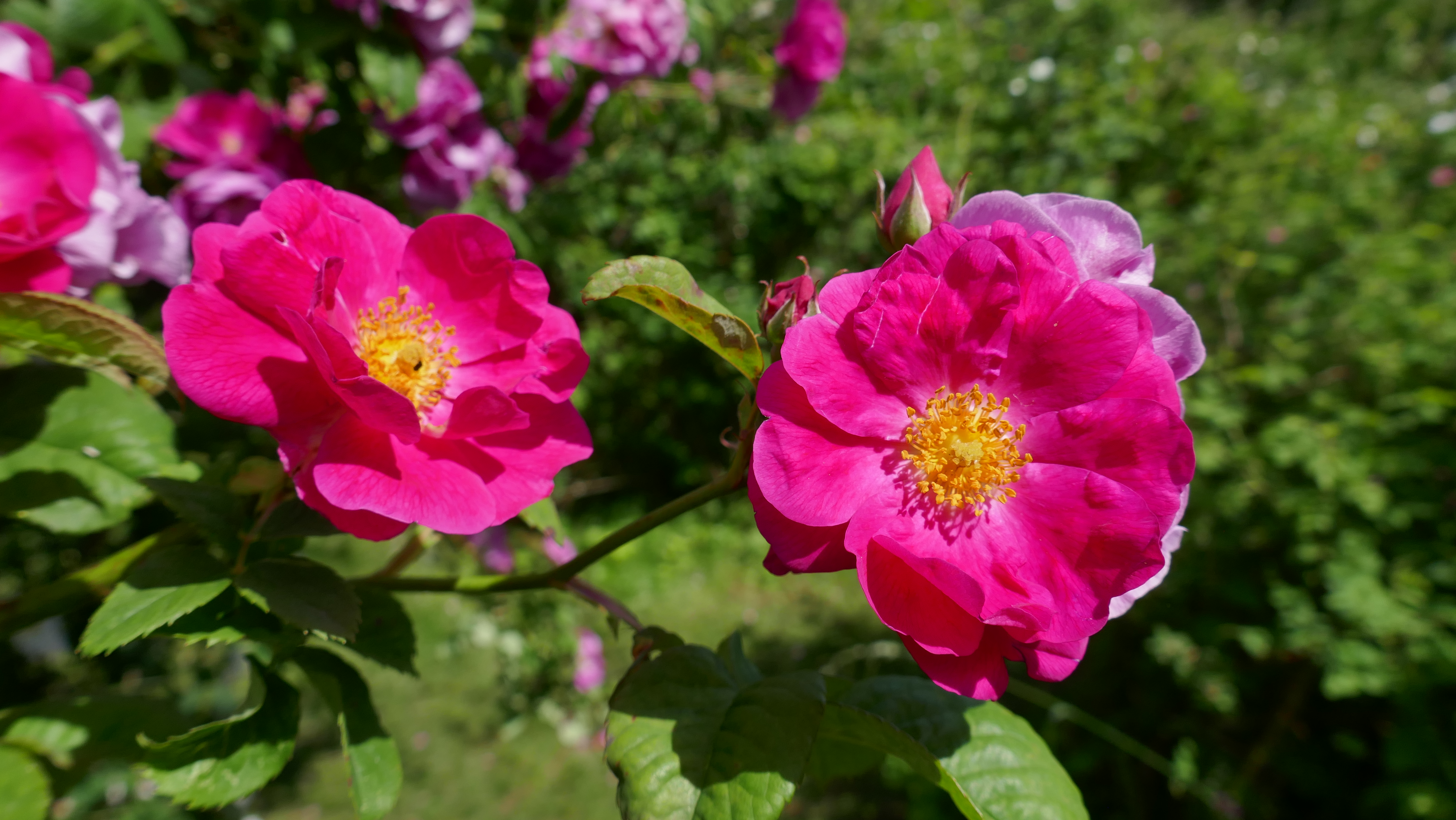
Gartenstadt Liegnitz, 1910
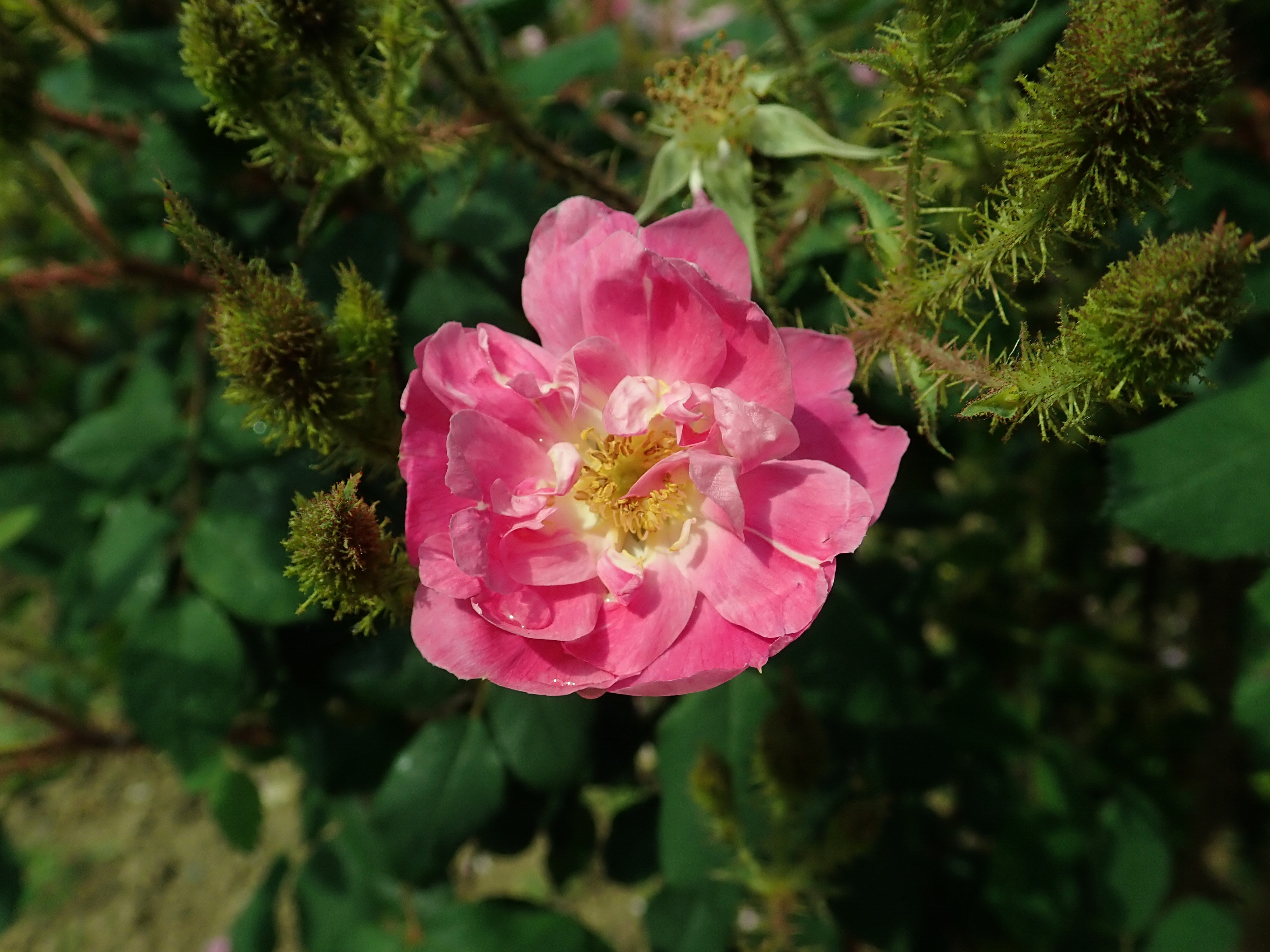
Goethe, 1911
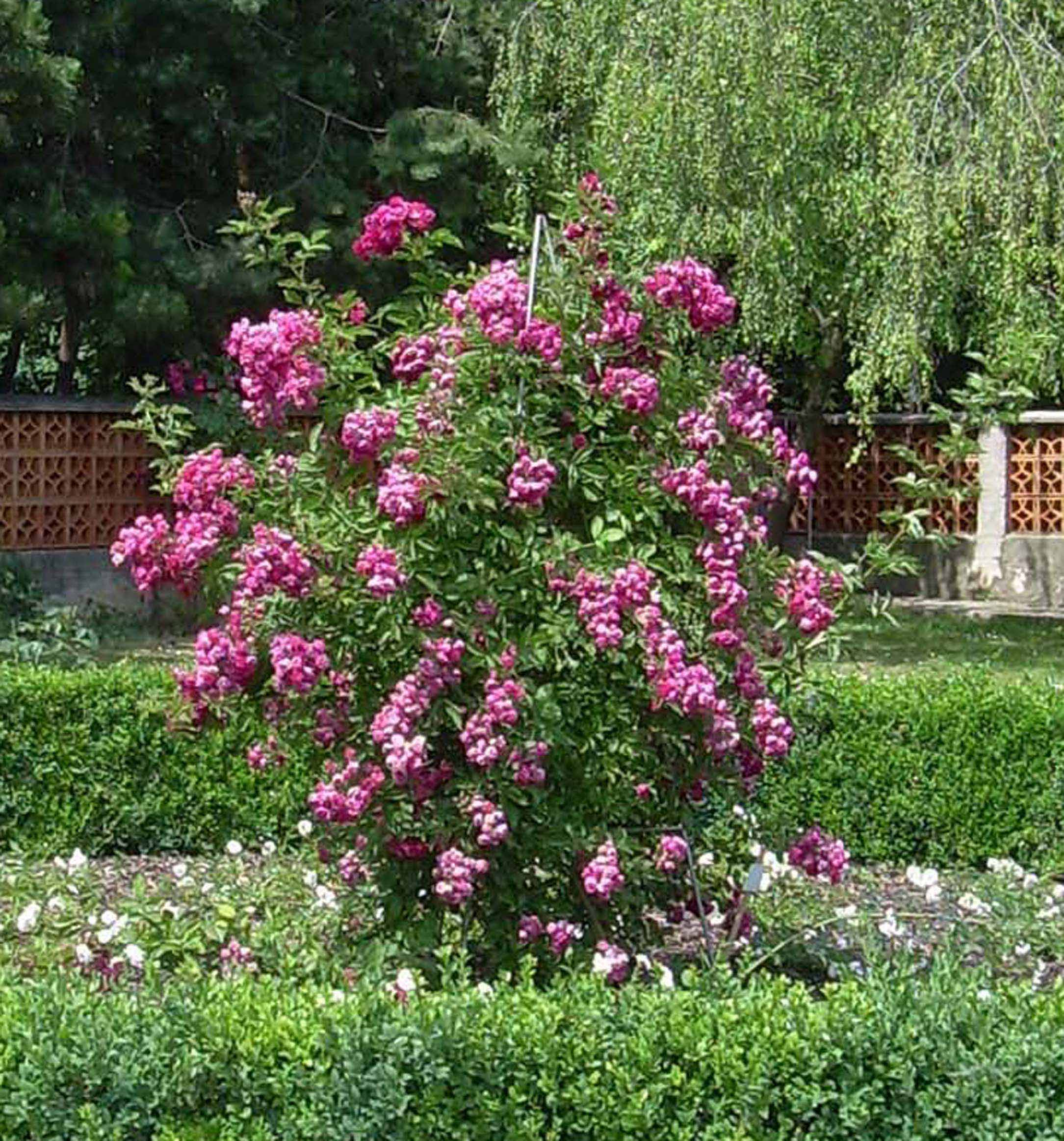
Marie Henriette Gräfin Chotek, 1911
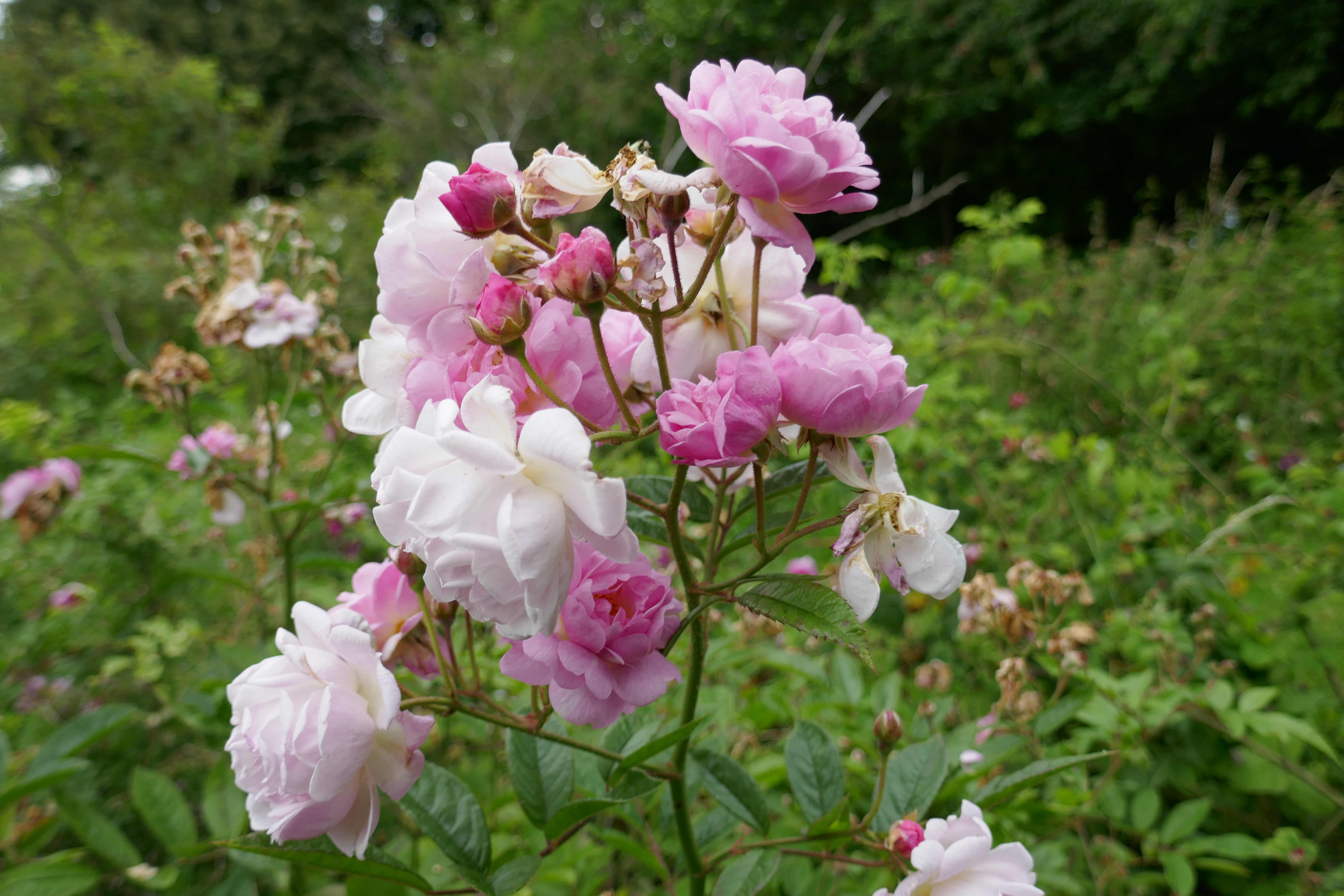
'Arndt', 1913
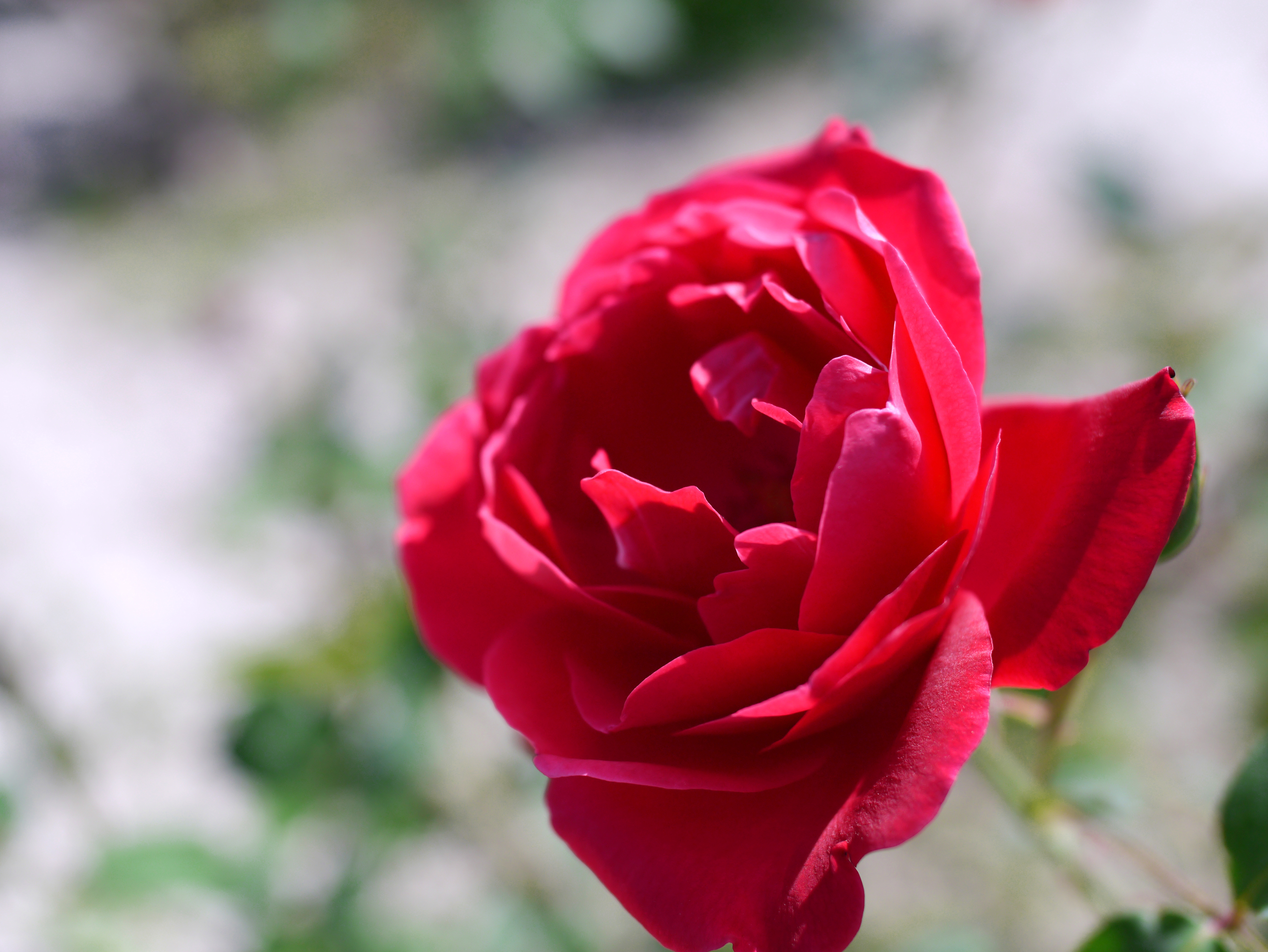
Baron Palm, 1913
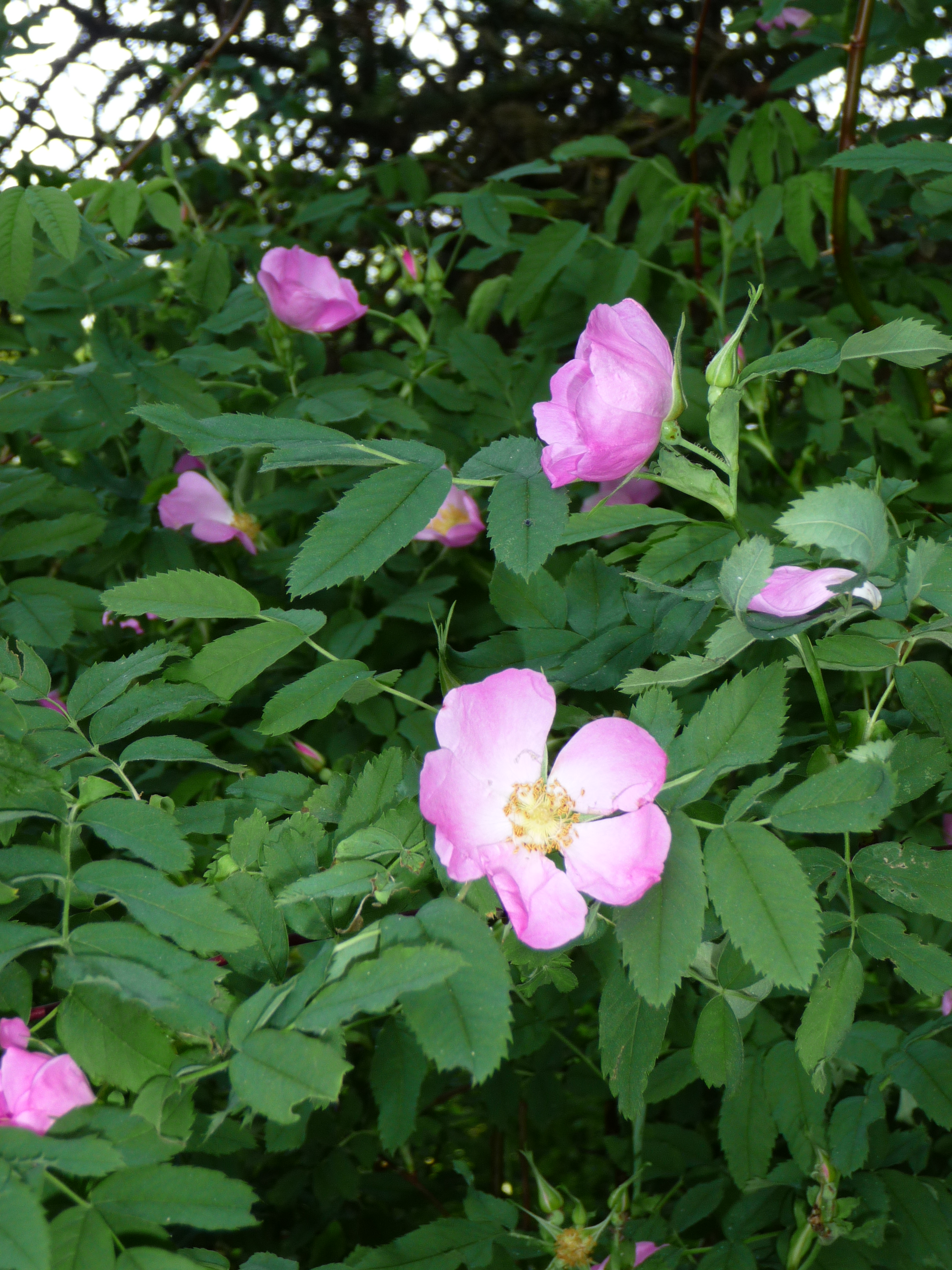
Gneisenau, voor 1914
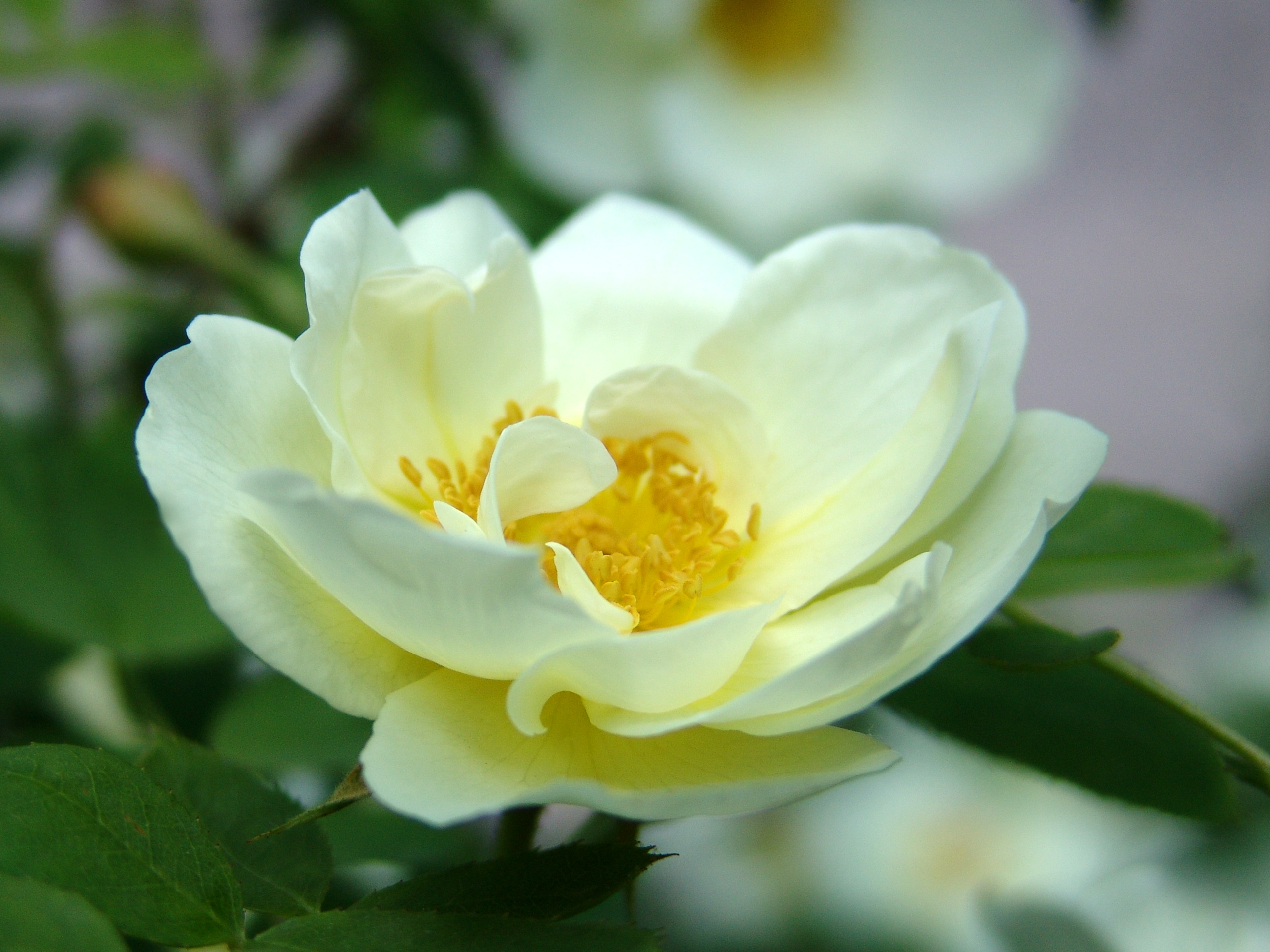
Von Scharnhorst, voor 1914
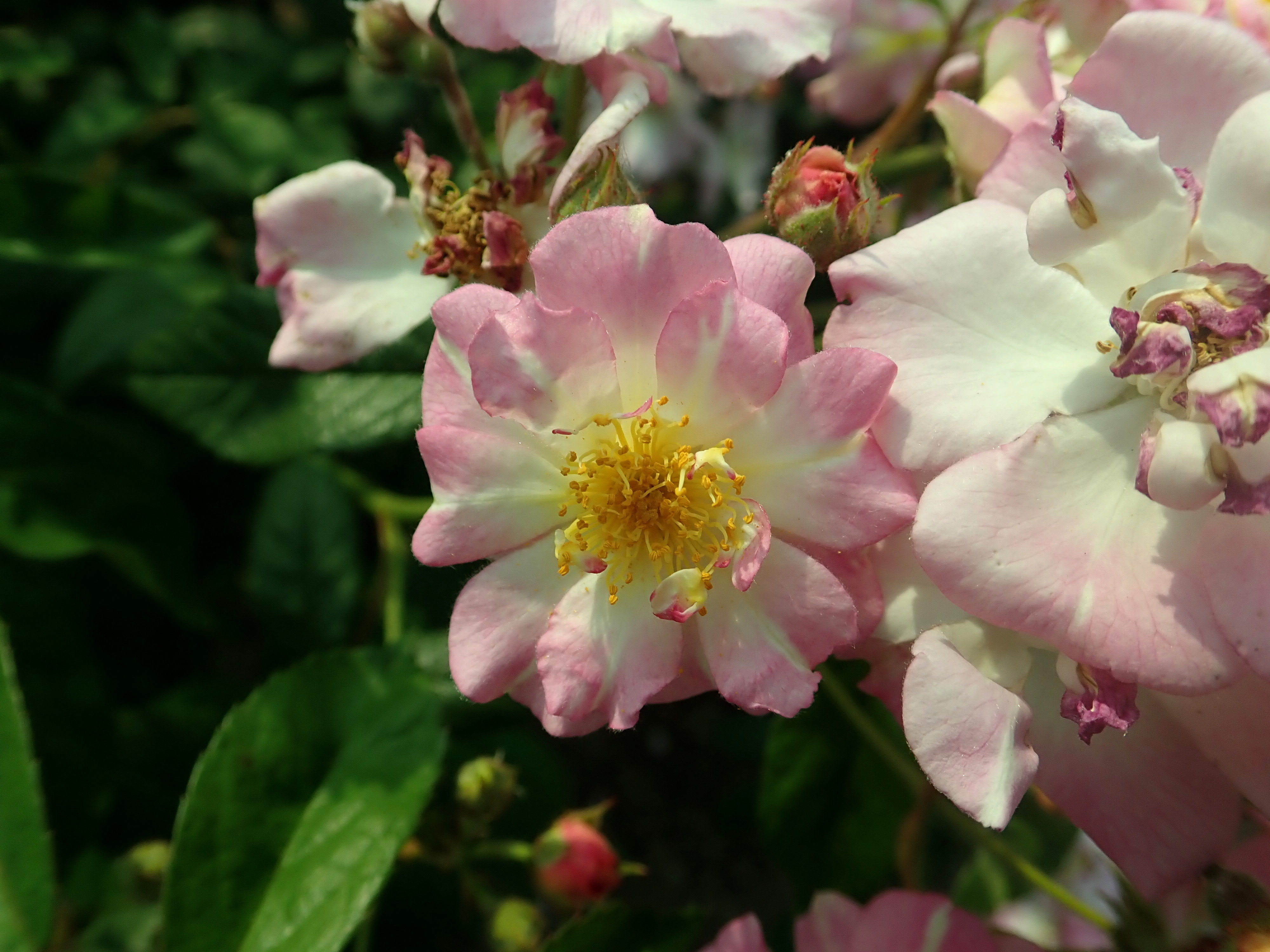
Lessing, 1914
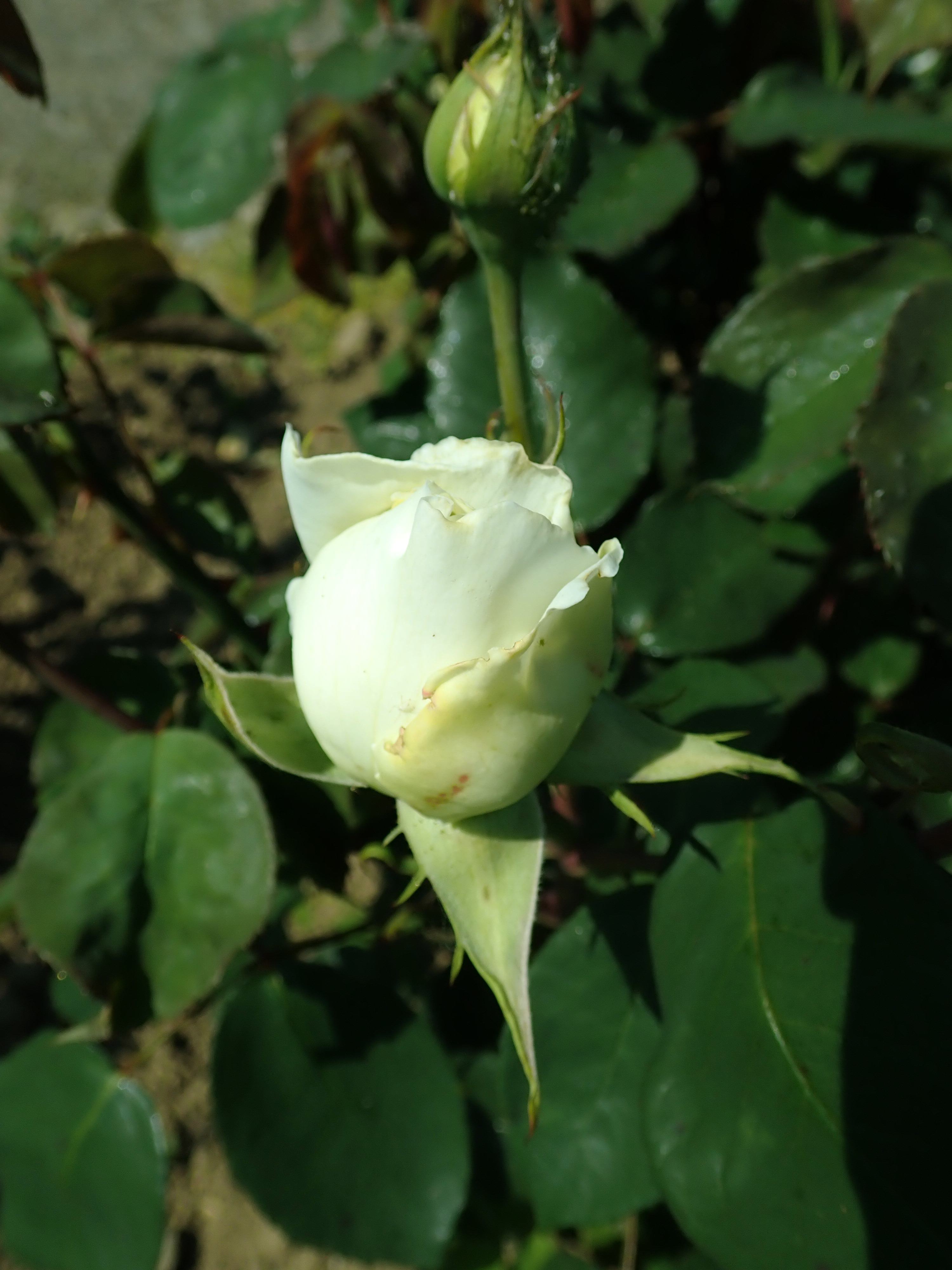
Prinzessin Hildegard von Bayern, 1914
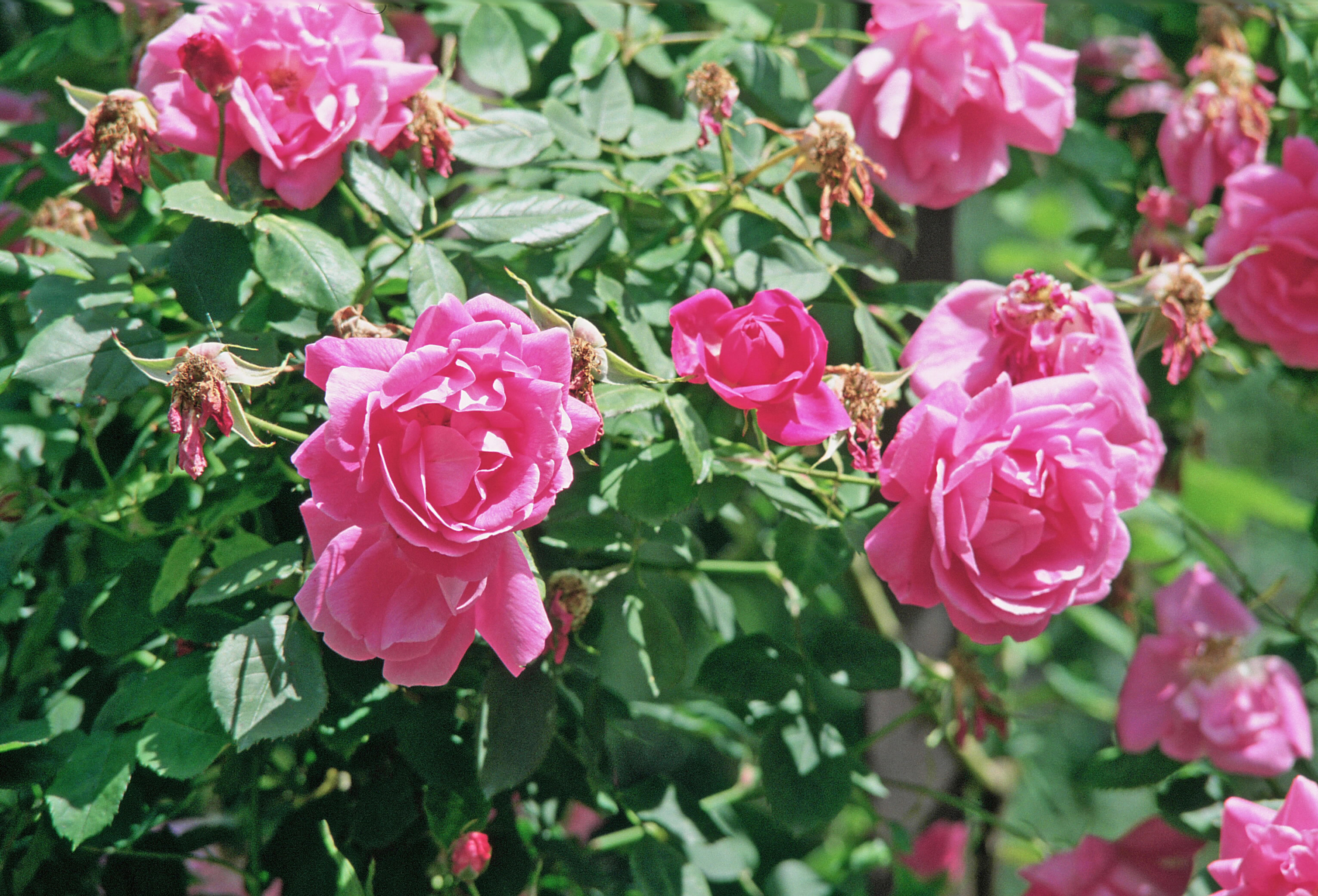
Adam Messerich, 1920
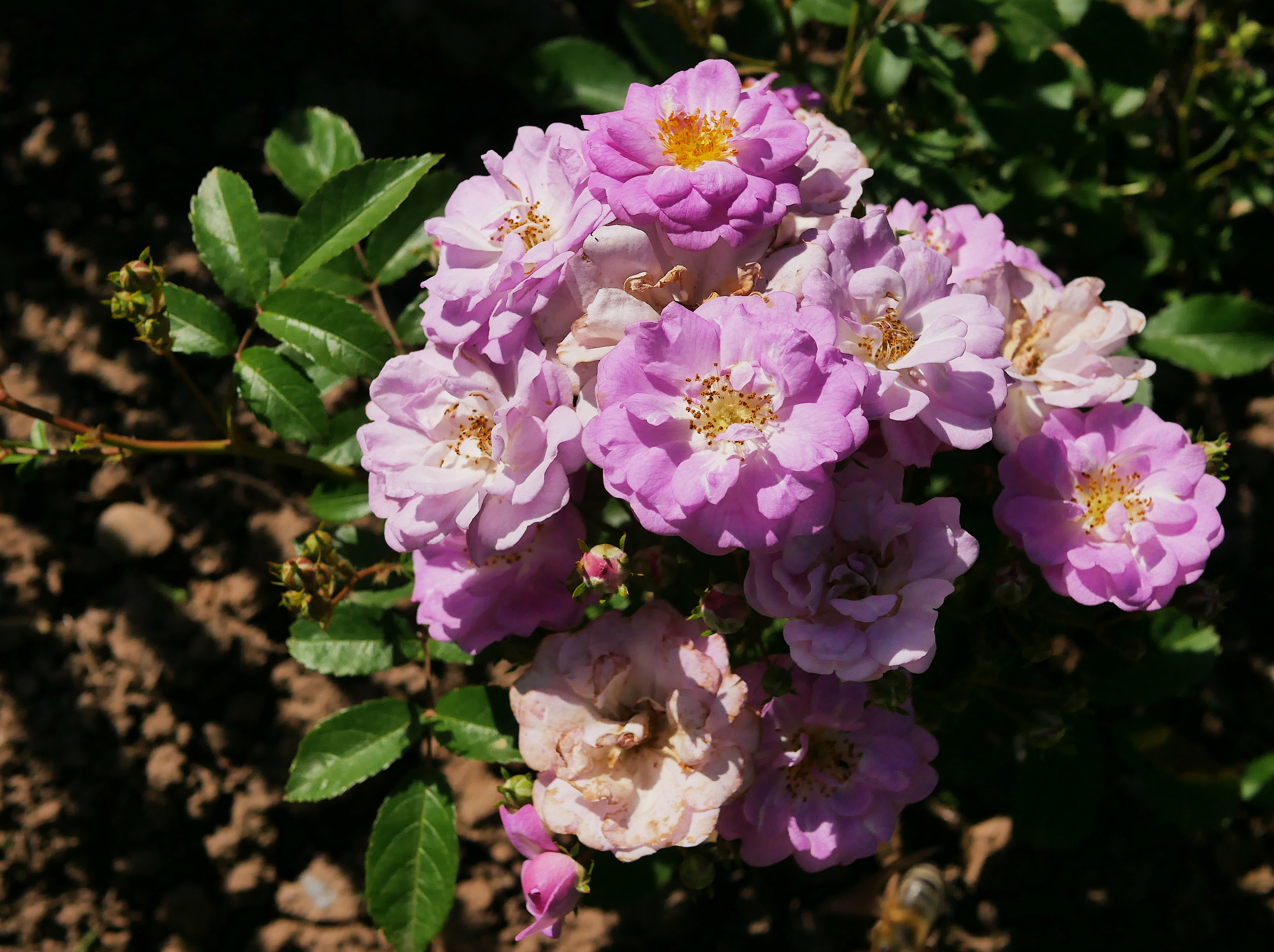
Mosel, 1920
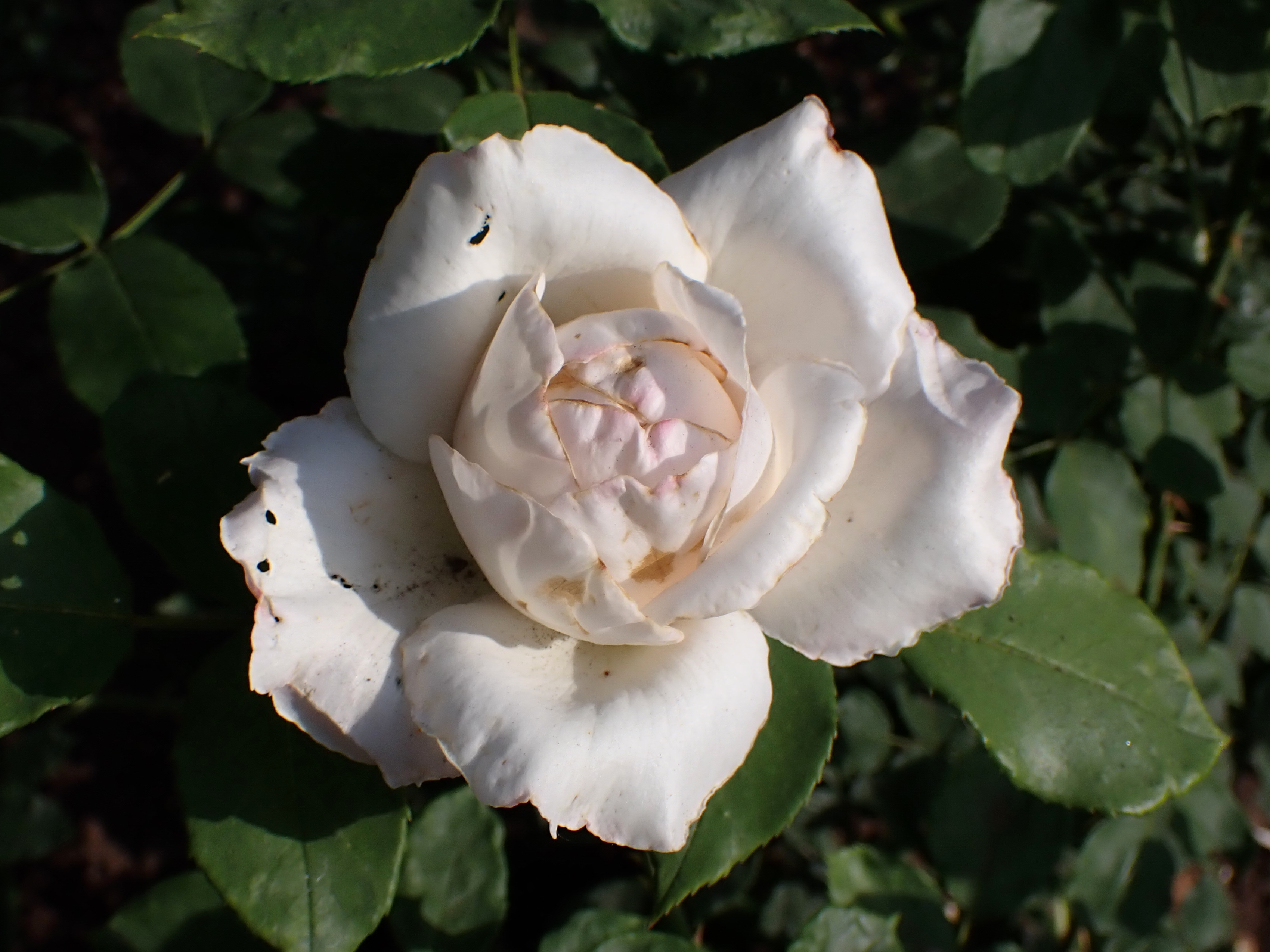
St. Ingbert, 1926
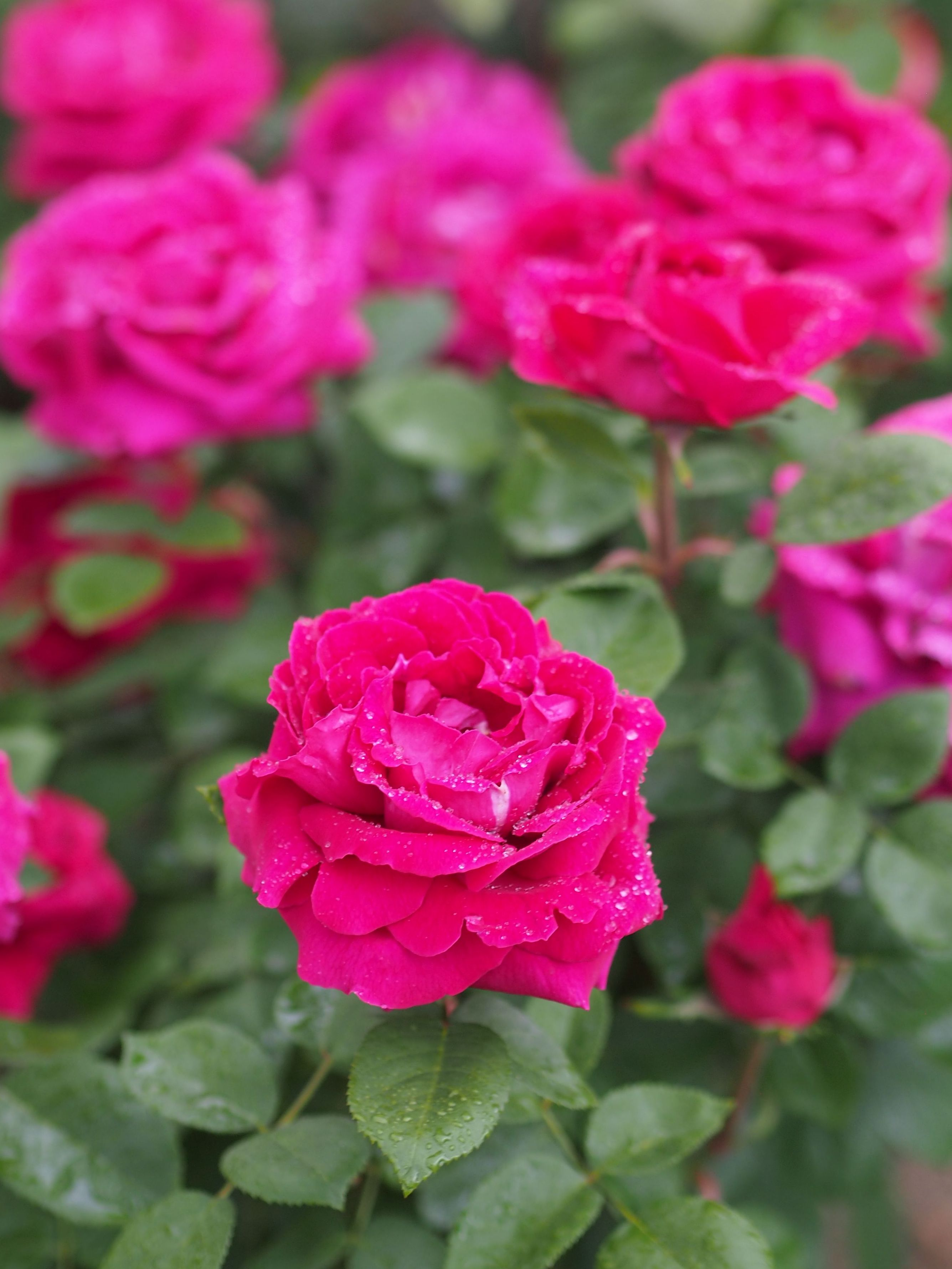
Druschki Rubra, 1929
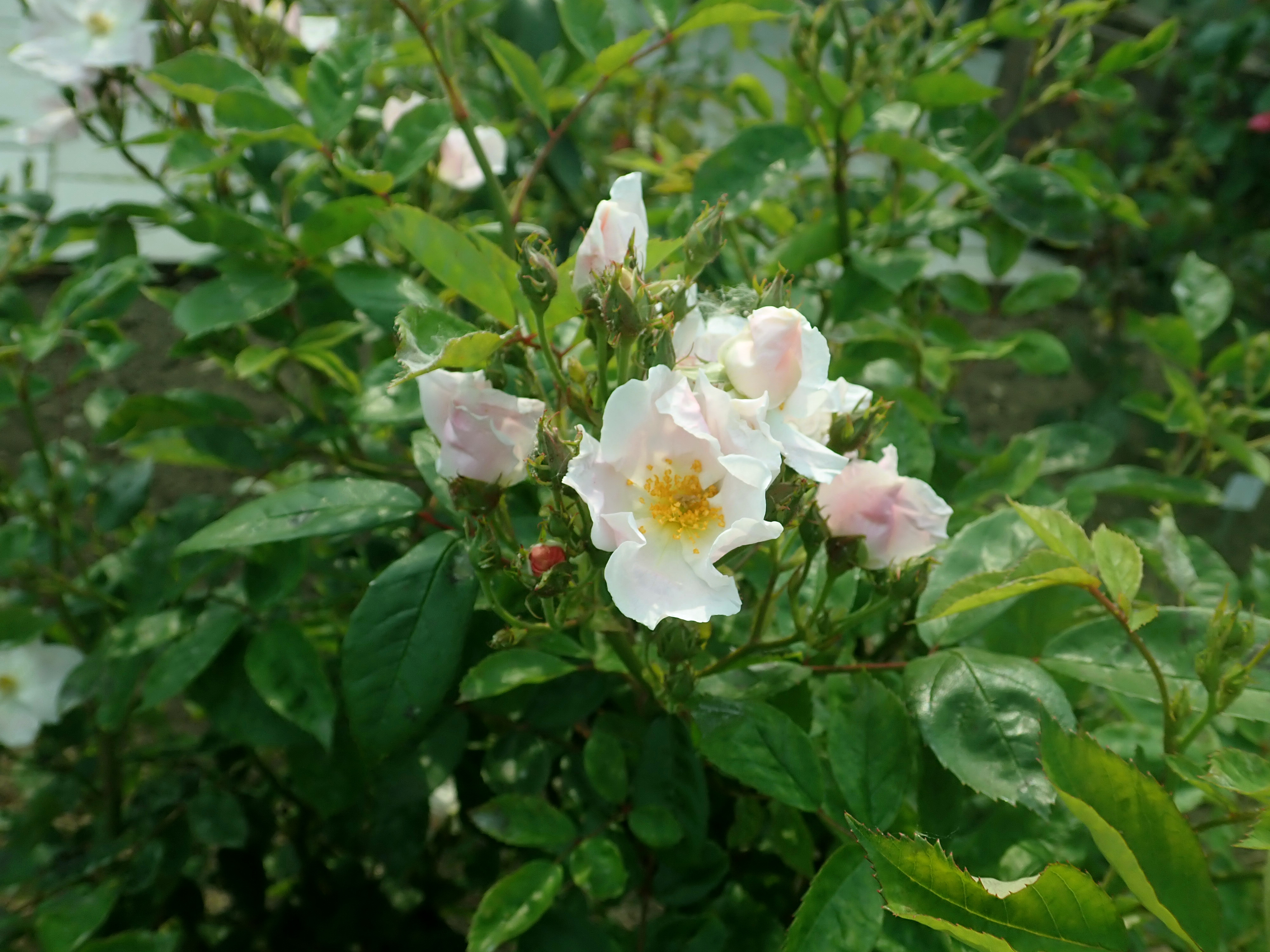
Heideröslein, 1932
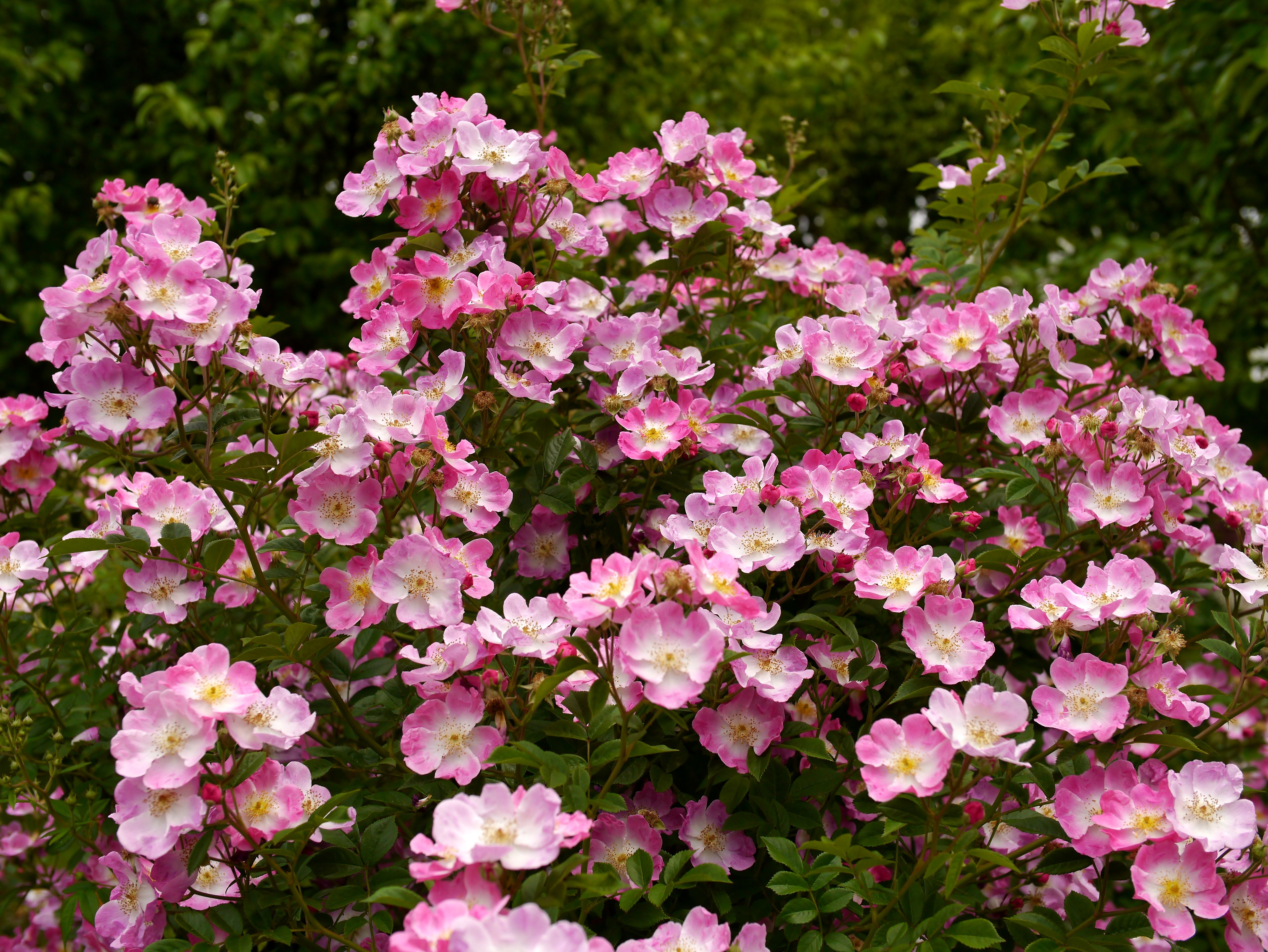
Mosellied, 1932
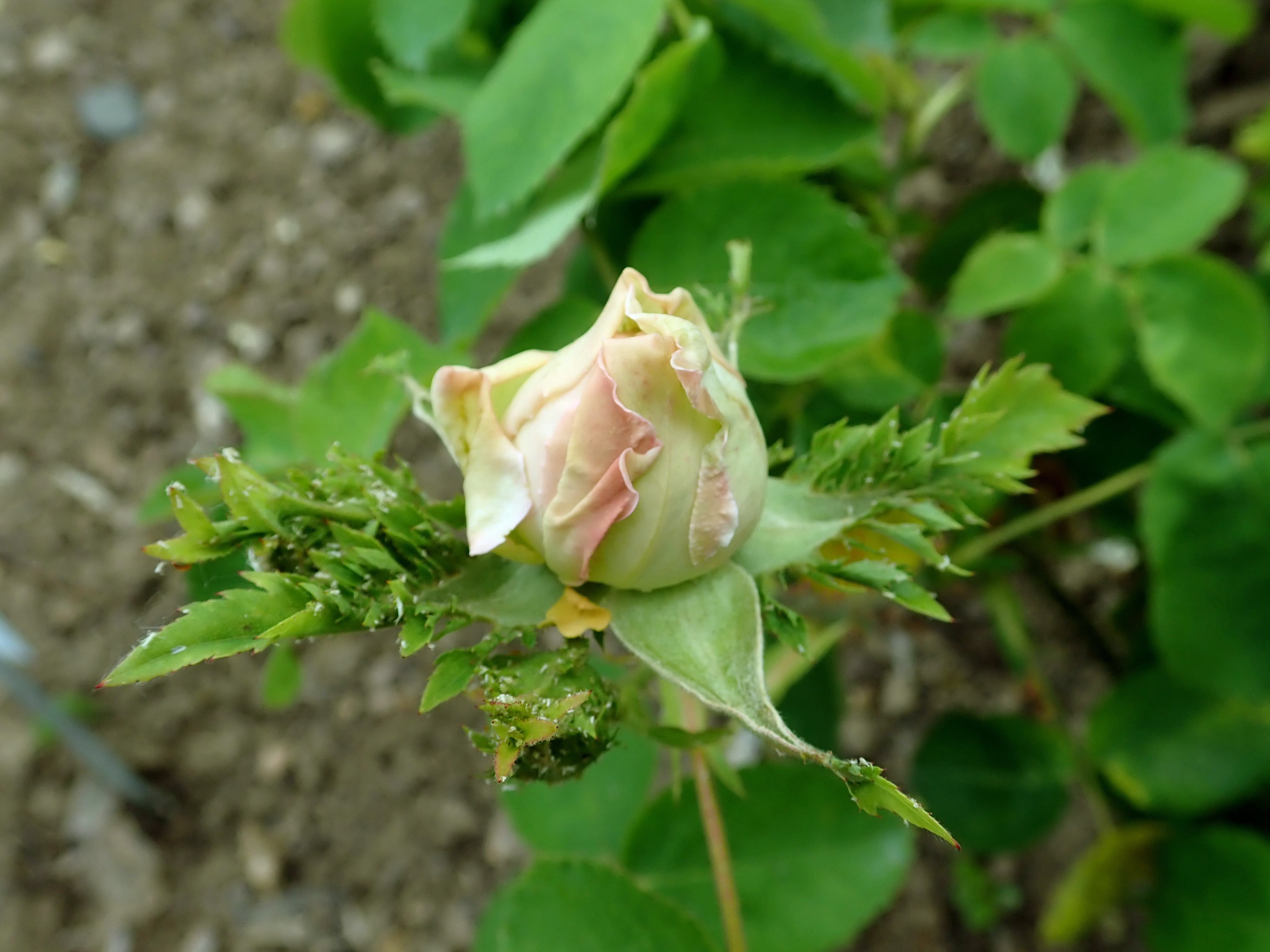
Reichspräsident von Hindenburg, 1934
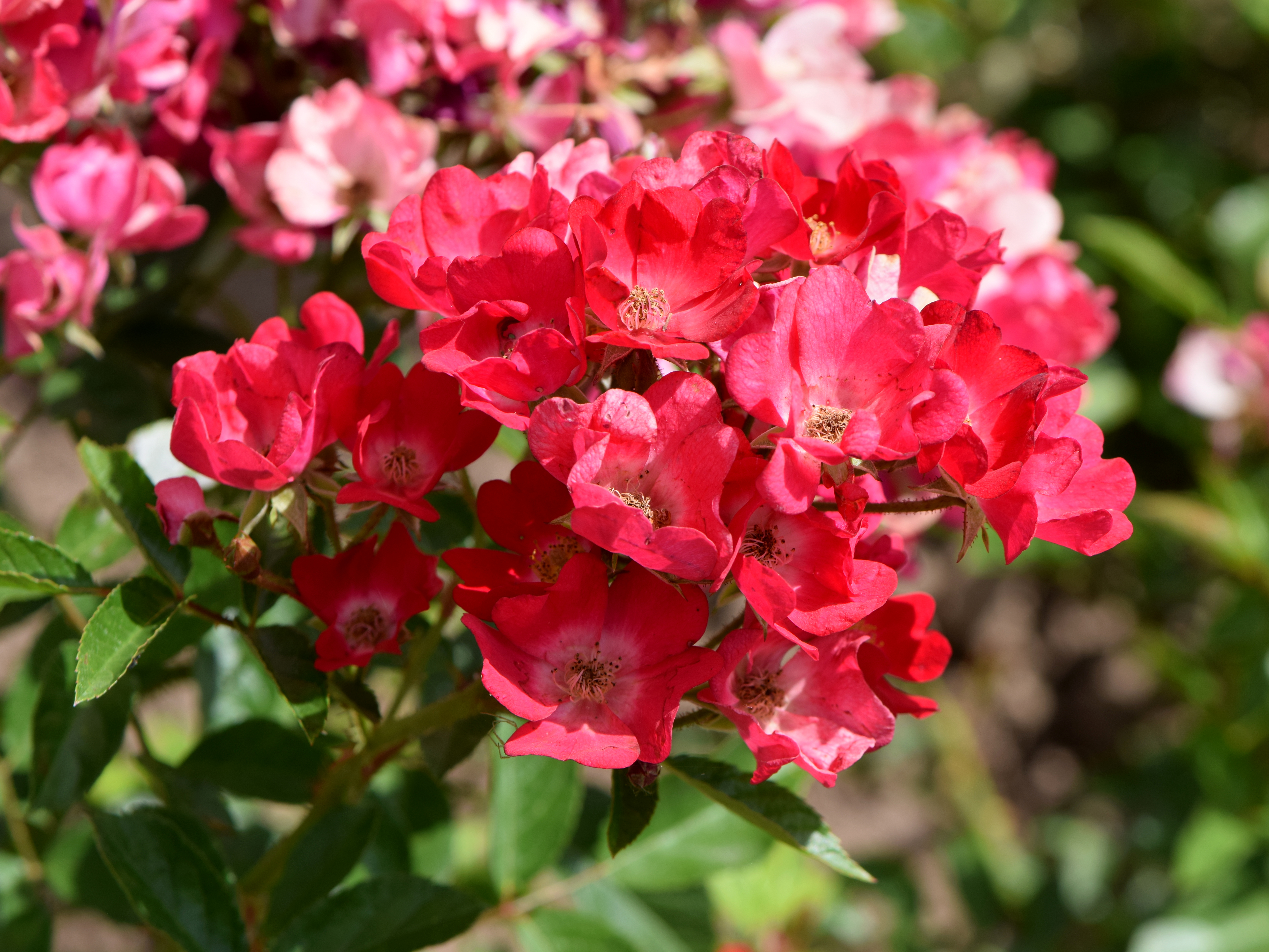
Martha Lambert, 1936
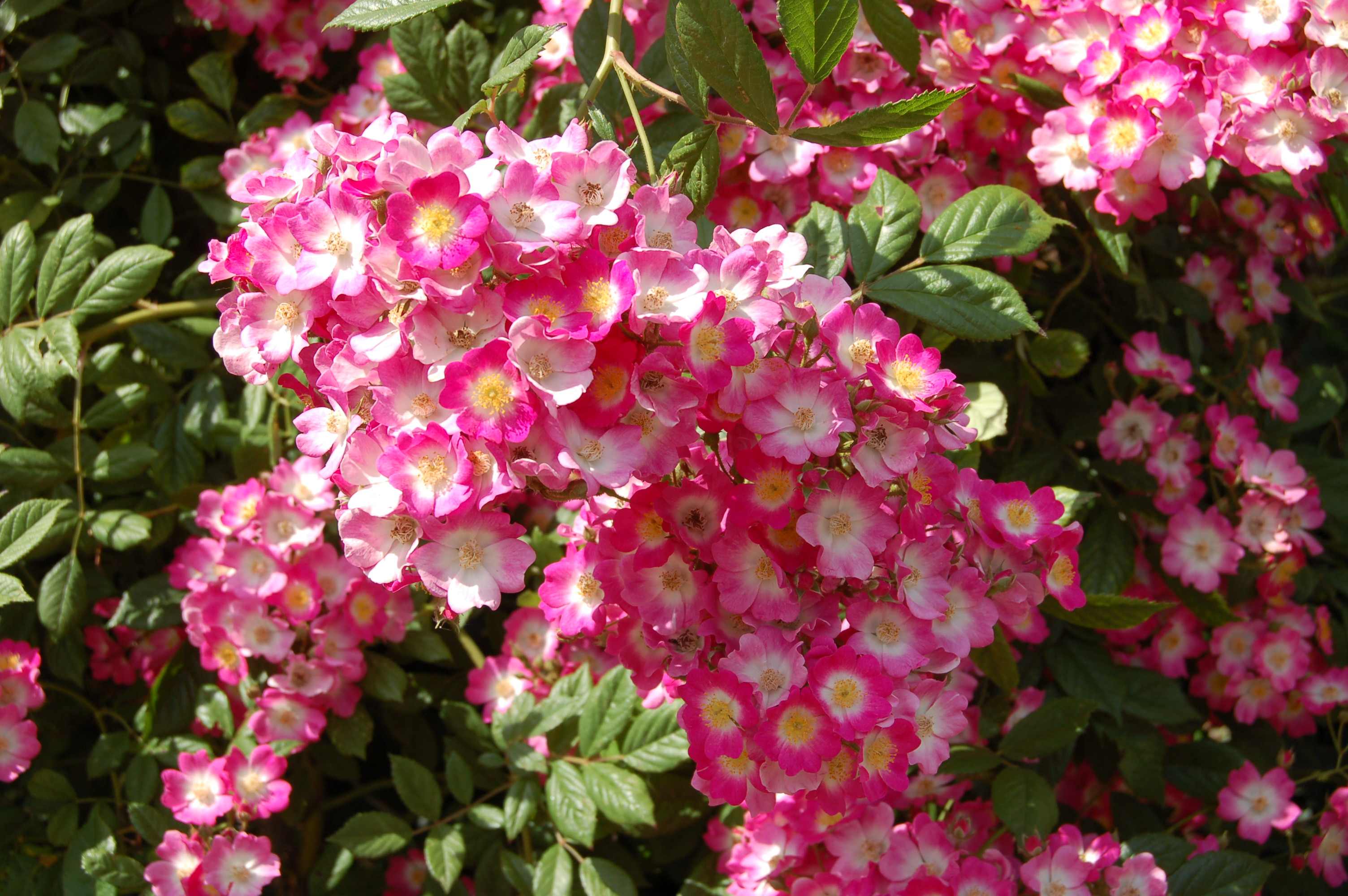
Mozart, 1937